# 2016–2017-es magyar labdarúgó-bajnokság (első osztály)
A magyar labdarúgó-bajnokság első osztályának 2016–2017-es szezonja a 115. magyar labdarúgó-bajnokság. A címvédő a Ferencvárosi TC.
Mivel a Ferencvárosi TC bajnokként a Bajnokok Ligája selejtezőjében indult, az Újpest FC egyesületének pedig ebben a szezonban nem járt le a hároméves UEFA-eltiltása, a Magyar Kupa döntősként nem vehetett részt az Európa-ligában, azaz a bajnoki második és harmadik helyezett mellett a negyedik pozícióban végző klub is El-résztvevő volt. Ennek értelmében az ezüstérmes Videoton FC, a bronzérmet szerző Debreceni VSC és a negyedik MTK Budapest FC képviselte Magyarországot az Európa-liga 2016-os selejtezőjében.
A bajnokságot legjobban az előző idényben éppen bennmaradó Vasas kezdte, az 5. fordulótól vezették a tabellát a téli fordulóig, a címvédő Ferencváros, a bajnokság egyik esélyes együtteseként, lassan távolodott a dobogótól, a másik bajnokesélyes, a Videoton a nem túl sikeres kezdés után lassan zárkózott fel. A tabella első felében volt található az előző idényben 8. helyen záró Budapest Honvéd, akik Eppel Márton, valamint az átigazolási szezon végén visszatérő Davide Lanzafame játékával utolérték pontszámban a Vasast a téli pihenőre – akárcsak a Videoton –  a sorrend az ősz végén Videoton, Budapest Honvéd, Vasas volt a dobogón azonos pontszámmal (34) és ugyanannyi győzelemmel (10), így ekkor a gólkülönbség döntött.
Tavasszal a Vasas szinte végig megőrizte 3. helyét, a Ferencváros pedig továbbra sem fért fel a dobogóra, így a Honvéd és a Videoton felváltva osztozott az első és a második helyen. A Honvéd a 27. fordulóban vette át végleg a vezetést, azonban a sorsolásnak köszönhetően a bajnoki cím sorsa a 33. fordulóban, a Honvéd-Videoton összecsapáson dőlt el, ahonnan a Honvéd várta kedvezőbb pozícióból az összecsapást; a végeredmény: Honvéd-Videoton 1:0. A bajnokságot a Marco Rossi vezette Budapest Honvéd nyerte, 1993 után szereztek ismét bajnoki aranyat, ami a klub történetének 14. elsősége volt.
Kiesett az MTK Budapest és a Gyirmót FC Győr, feljutott a Puskás Ferenc Labdarúgó Akadémia FC és a Balmaz Kamilla Gyógyfürdő FC.

## Csapatváltozások a 2015–2016-os szezonhoz képest
Kiesett a másodosztályba:
- Puskás Akadémia (a 2015–2016-os NB 1 11. helyezettje)
- Békéscsaba (a 2015–2016-os NB 1 12. helyezettje)

Feljutottak az első osztályba:
- Gyirmót (a 2015–2016-os NB II 1. helyezettje)
- Mezőkövesd (a 2015–2016-os NB II 2. helyezettje)

## Részt vevő csapatok
Az előző szezonhoz hasonlóan 12 csapatos lesz. A 2015-2016-os szezon 11. helyezettje, a (Puskás Akadémia) , és a 12. helyezett Békéscsaba csapata esett ki, helyükre a Gyirmót, és a Mezőkövesd jutott fel. Előbbi csapat története során először szerepelhet az élvonalba.

### Résztvevők és stadionjaik
Ábécé szerint rendezve.
| Csapat             | Stadion                  | Befogadóképesség |
| ------------------ | ------------------------ | ---------------- |
| Budapest Honvéd    | Bozsik József Stadion    | 10 000           |
| Debreceni VSC      | Nagyerdei stadion        | 20 340           |
| Diósgyőri VTK      | DVTK-stadion             | 09952            |
| Ferencvárosi TC    | Groupama Aréna           | 23 698           |
| Gyirmót FC Győr    | Alcufer stadion          | 04500            |
| Swietelsky Haladás | Rohonci úti stadion      | 09500            |
| Mezőkövesd-Zsóry   | Városi stadion           | 05020            |
| MTK Budapest       | Hidegkuti Nándor Stadion | 05014            |
| Paksi FC           | Fehérvári úti stadion    | 06150            |
| Újpest             | Szusza Ferenc Stadion    | 13 501           |
| Vasas              | Illovszky Rudolf Stadion | 04500            |
| Videoton           | Sóstói Stadion           | 14 135           |

| Debrecen                             | Diósgyőr              | Ferencváros                       | Gyirmót                               |
| ------------------------------------ | --------------------- | --------------------------------- | ------------------------------------- |
| Nagyerdei stadion UEFA Elite Stadion | DVTK-stadion          | Groupama Aréna UEFA Elite Stadion | Alcufer stadion                       |
| Kapacitás: 20.340                    | Kapacitás: 9345       | Kapacitás: 23 700                 | Kapacitás: 4000                       |
|                                      |                       |                                   |                                       |
| Szombathelyi Haladás                 | Budapest Honvéd       | Mezőkövesd                        | MTK Budapest                          |
| Rohonci úti stadion                  | Bozsik József Stadion | Városi stadion (Mezőkövesd)       | Hidegkuti Nándor Stadion UEFA Stadion |
| Kapacitás: 12 500                    | Kapacitás: 10 000     | Kapacitás: 5000                   | Kapacitás: 5322                       |
|                                      |                       |                                   |                                       |
| Paks                                 | Újpest                | Vasas                             | Videoton                              |
| Fehérvári úti stadion                | Szusza Ferenc Stadion | Illovszky Rudolf Stadion          | Sóstói Stadion                        |
| Kapacitás: 6150                      | Kapacitás: 13 501     | Kapacitás: 9000                   | Kapacitás: 14 135                     |
|                                      |                       |                                   |                                       |

### Csapatok adatai
| Csapat             | Elnök               | Vezetőedző        | Csapatkapitány    | Szerelés | Mezszponzor                                           | Transfermarkt érték | A csapat szezonja |
| ------------------ | ------------------- | ----------------- | ----------------- | -------- | ----------------------------------------------------- | ------------------- | ----------------- |
| Budapest Honvéd    | George F. Hemingway | Marco Rossi       | Hidi Patrik       | Macron   | –                                                     | 5,35                | részletek         |
| Debreceni VSC      | Szima Gábor         | Herczeg András    | Tőzsér Dániel     | adidas   | Volkswagen, Ave Ásványvíz (h)                         | 8,83                | részletek         |
| Diósgyőri VTK      | Szabó Tamás         | Bódog Tamás       | Lipták Zoltán     | Nike     | Borsodi, Volkswagen (u), Metál Hungária Holding (n)   | 6,48                | részletek         |
| Ferencvárosi TC    | Kubatov Gábor       | Thomas Doll       | Gyömbér Gábor     | Nike     | Telekom, Groupama Garancia (u)                        | 11,83               | részletek         |
| Gyirmót FC Győr    | Horváth Ernő        | Urbányi István    | Simon Attila      | Jako     | Alcufer                                               | 4,63                | részletek         |
| Swietelsky Haladás | Illés Béla          | Mészöly Géza      | Halmosi Péter     | adidas   | Swietelsky                                            | 5,23                | részletek         |
| MTK Budapest       | Domonyai László     | Tamási Zsolt      | Kanta József      | Nike     | Panzi-Pet                                             | 5,20                | részletek         |
| Mezőkövesd–Zsóry   | Tállai András       | Szivics Tomiszlav | Hegedűs Dávid     | adidas   | Cronus, Zsóry fürdő                                   | 4,73                | részletek         |
| Paks               | Süli János          | Csertői Aurél     | Báló Tamás        | Jako     | –                                                     | 4,78                | részletek         |
| Újpest             | Roderick Duchâtelet | Nebojša Vignjević | Balajcza Szabolcs | Joma     | –                                                     | 5,60                | részletek         |
| Vasas              | Markovits László    | Michael Oenning   | Debreceni András  | adidas   | Alprosys                                              | 5,45                | részletek         |
| Videoton           | Garancsi István     | Henning Berg      | Juhász Roland     | adidas   | MOL, Strabag (h), Magyar Máltai Szeretetszolgálat (u) | 13,28               | részletek         |

Jelmagyarázat: (h): hátul, (u): ujjon, (n): nadrágon
A Transfermarkt érték 2016. szeptember 11-i állapot szerint, millió Euróban.

### Csapatok száma megyénkénti bontásban
|   | Megye | Megye                | Csapatok száma | Csapatok                                  |
| - | ----- | -------------------- | -------------- | ----------------------------------------- |
| 1 |       | Budapest (főváros)   | 5              | Ferencváros, Honvéd, MTK, Újpest és Vasas |
| 2 |       | Borsod-Abaúj-Zemplén | 2              | Diósgyőr, Mezőkövesd                      |
| 3 |       | Fejér                | 1              | Videoton                                  |
| 3 |       | Győr-Moson-Sopron    | 1              | Gyirmót                                   |
| 3 |       | Hajdú-Bihar          | 1              | Debrecen                                  |
| 3 |       | Tolna                | 1              | Paks                                      |
| 3 |       | Vas                  | 1              | Haladás                                   |

### Vezetőedző-váltások
| Csapat           | Távozott vezetőedző | A távozás módja                                | A távozás ideje                | Helyezés a tabellán | Érkezett vezetőedző | A kinevezés ideje  | Forrás        |
| ---------------- | ------------------- | ---------------------------------------------- | ------------------------------ | ------------------- | ------------------- | ------------------ | ------------- |
| Videoton FC      | Horváth Ferenc      | lejárt a szerződése                            | A 2015–2016-os bajnokság végén | szezon előtt        | Henning Berg        | 2016. május 5.     | [ 6 ]         |
| Gyirmót FC       | Bene Ferenc         | közös megegyezés                               | 2016. június 6.                | szezon előtt        | Urbányi István      | 2016. június 16.   | [ 7 ]         |
| Diósgyőri VTK    | Egervári Sándor     | lemondott                                      | 2016. június 26.               | szezon előtt        | Horváth Ferenc      | 2016. június 30.   | [ 8 ]         |
| Debreceni VSC    | Kondás Elemér       | lemondott                                      | 2016. július 25.               | 10.                 | Herczeg András      | 2016. július 26.   | [ 9 ]         |
| Debreceni VSC    | Herczeg András      | ideiglenesen kinevezett, szerződése lejárt     | 2016. augusztus 7.             | 4.                  | Leonel Pontes       | 2016. augusztus 8. | [ 10 ]        |
| MTK              | Teodoru Vaszilisz   | közös megegyezés                               | 2016. december 20.             | 11.                 | Tamási Zsolt        | 2016. december 20. | [ 11 ]        |
| Mezőkövesd Zsóry | Pintér Attila       | közös megegyezés, a Puskás Akadémiához igazolt | 2016. december 22.             | 5.                  | Szivics Tomiszlav   | 2016. december 27. | [ 12 ]        |
| Diósgyőri VTK    | Horváth Ferenc      | felmentették a munkavégzés alól                | 2017. március 2.               | 10.                 | Vitelki Zoltán      | 2017. március 2.   | [ 13 ]        |
| Diósgyőri VTK    | Vitelki Zoltán      | ideiglenesen kinevezett, szerződése lejárt     | 2017. március 13.              | 11.                 | Bódog Tamás         | 2017. március 2.   | [ 14 ]        |
| Mezőkövesd Zsóry | Szivics Tomiszlav   | közös megegyezés                               | 2017. május 2.                 | 8.                  | Radványi Miklós     | 2017. május 2.     | [ 15 ]        |
| Debreceni VSC    | Leonel Pontes       | szerződését felbontották                       | 2017. május 22.                | 9.                  | Herczeg András      | 2017. május 22.    | [ 16 ] [ 17 ] |

## A bajnokság végeredménye
| #   | Csapat                    | M  | GY | D  | V  | G+ – G– | GK  | P  | Megjegyzések                    |
| --- | ------------------------- | -- | -- | -- | -- | ------- | --- | -- | ------------------------------- |
| 1.  | Budapest Honvéd (B) (I)   | 33 | 20 | 5  | 8  | 55–30   | +25 | 65 | Bajnokok Ligája 2. selejtezőkör |
| 2.  | Videoton FC (I)           | 33 | 18 | 8  | 7  | 65–28   | +37 | 62 | Európa Liga 1. selejtezőkör     |
| 3.  | Vasas SC (I)              | 33 | 15 | 7  | 11 | 50–40   | +10 | 52 | Európa Liga 1. selejtezőkör     |
| 4.  | Ferencvárosi TC (KGY) (I) | 33 | 14 | 10 | 9  | 54–44   | +10 | 52 | Európa Liga 1. selejtezőkör     |
| 5.  | Paksi FC                  | 33 | 11 | 12 | 10 | 41–37   | +4  | 45 |                                 |
| 6.  | Swietelsky Haladás        | 33 | 12 | 7  | 14 | 42–46   | −4  | 43 |                                 |
| 7.  | Újpest FC                 | 33 | 10 | 12 | 11 | 47–51   | −4  | 42 |                                 |
| 8.  | Debreceni VSC             | 33 | 11 | 8  | 14 | 42–46   | −4  | 41 |                                 |
| 9.  | Mezőkövesd Zsóry FC Ú     | 33 | 10 | 10 | 13 | 39–54   | −15 | 40 |                                 |
| 10. | Diósgyőri VTK             | 33 | 10 | 7  | 16 | 39–58   | −19 | 37 |                                 |
| 11. | MTK Budapest (K)          | 33 | 8  | 13 | 12 | 26–36   | −10 | 37 |                                 |
| 12. | Gyirmót FC Győr Ú (K)     | 33 | 5  | 9  | 19 | 21–51   | −30 | 24 |                                 |

Utolsó frissítés: 2017. május 27. 
Forrás: mlsz.hu - tabella 
A rangsorolás alapszabályai: 1. összpontszám; 2. a bajnokságban elért több győzelem; 3. a bajnoki mérkőzések gólkülönbsége; 4. a bajnoki mérkőzéseken rúgott több gól; 5. az egymás ellen játszott bajnoki mérkőzések pontkülönbsége; 6. az egymás ellen játszott bajnoki mérkőzések gólkülönbsége; 7. az egymás ellen játszott bajnoki mérkőzéseken az idegenben lőtt több gól; 8. a bajnokság fair play értékelésében elért jobb helyezés; 9. sorsolás.
(B): Bajnokcsapat, (K): Kieső csapat, (F): Feljutó csapat, (I): Kupainduló, (R): A rájátszás győztese, (KGY): Kupagyőztes

A Budapest Honvéd, mint a bajnokság győztese, a Bajnokok Ligája 2. selejtezőkörének, a Videoton FC, mint a bajnokság ezüstérmese, míg a Vasas SC, mint a bajnokság bronzérmese, valamint a Ferencvárosi TC, mint a Magyar Kupa győztese, az Európa Liga 1. selejtezőkörének résztvevője.

## Eredmények

### 1–22. forduló
| Hazai \ Vendég1     | HON | DEB | DIÓ | FTC | GYI | HAL | MEZ | MTK | PAK | ÚJP | VAS | VID |
| Budapest Honvéd     |     | 1–0 | 2–0 | 0–1 | 0–0 | 2–1 | 1–0 | 5–0 | 3–1 | 1–1 | 2–1 | 1–2 |
| Debreceni VSC       | 0–1 |     | 3–0 | 0–0 | 4–0 | 0–1 | 0–0 | 1–1 | 1–1 | 2–1 | 1–2 | 0–1 |
| Diósgyőri VTK       | 0–3 | 1–3 |     | 2–3 | 1–0 | 2–1 | 1–1 | 2–3 | 2–0 | 2–1 | 1–1 | 2–0 |
| Ferencváros         | 3–2 | 3–1 | 6–2 |     | 2–0 | 3–1 | 2–2 | 1–1 | 1–2 | 3–3 | 1–2 | 0–0 |
| Gyirmót FC Győr     | 0–4 | 1–2 | 1–0 | 0–1 |     | 1–2 | 0–1 | 0–0 | 0–0 | 1–2 | 1–0 | 0–4 |
| Swietelsky Haladás  | 1–1 | 1–0 | 3–1 | 2–0 | 0–1 |     | 1–1 | 1–1 | 3–1 | 0–2 | 1–0 | 1–1 |
| Mezőkövesd–Zsóry FC | 3–1 | 0–1 | 3–0 | 2–0 | 2–2 | 3–0 |     | 1–0 | 1–3 | 0–2 | 0–2 | 2–1 |
| MTK Budapest        | 1–2 | 1–1 | 1–0 | 2–1 | 1–0 | 0–2 | 0–1 |     | 1–2 | 1–1 | 0–1 | 1–0 |
| Paksi FC            | 1–1 | 1–1 | 2–1 | 0–0 | 0–0 | 2–1 | 5–0 | 0–0 |     | 1–1 | 1–0 | 1–1 |
| Újpest              | 0–2 | 2–0 | 4–4 | 0–1 | 3–1 | 1–1 | 1–1 | 0–0 | 1–0 |     | 2–2 | 3–4 |
| Vasas SC            | 2–0 | 3–1 | 3–0 | 2–2 | 1–1 | 2–3 | 4–0 | 3–2 | 1–0 | 0–1 |     | 1–1 |
| Videoton            | 3–0 | 5–1 | 1–2 | 1–1 | 4–0 | 3–0 | 2–0 | 2–0 | 5–1 | 5–1 | 1–2 |     |

Utolsó felvett mérkőzés dátuma: 2017. március 16. 
Forrás: MLSZ adatbank 
1A hazai csapatok a bal oldali oszlopban szerepelnek.
Színek: Zöld = hazai győzelem; Sárga = döntetlen; Piros = vendéggyőzelem.
 

### 23–33. forduló
| Hazai \ Vendég1     | HON | DEB | DIÓ | FTC | GYI | HAL | MEZ | MTK | PAK | ÚJP | VAS | VID |
| Budapest Honvéd     |     |     |     | 2–1 | 1–0 |     |     | 2–1 | 2–0 |     |     | 1–0 |
| Debreceni VSC       | 2–5 |     |     |     | 2–1 | 4–2 |     | 0–0 | 1–3 | 1–0 |     |     |
| Diósgyőri VTK       | 2–0 | 1–3 |     |     |     |     | 2–2 |     |     | 3–1 | 2–1 |     |
| Ferencváros         |     | 0–0 | 1–1 |     |     | 3–1 | 3–1 |     |     | 2–0 | 1–2 |     |
| Gyirmót FC Győr     |     |     | 1–1 | 2–3 |     |     |     | 1–0 |     |     | 1–2 | 0–1 |
| Swietelsky Haladás  | 0–1 |     | 2–0 |     | 1–2 |     | 4–2 |     | 2–0 |     | 2–2 |     |
| Mezőkövesd–Zsóry FC | 1–5 | 2–1 |     |     | 1–1 |     |     |     | 3–2 | 1–3 |     |     |
| MTK Budapest        |     |     | 0–0 | 1–3 |     | 0–0 | 2–0 |     |     |     | 1–0 | 1–1 |
| Paksi FC            |     |     | 0–1 | 3–1 | 3–0 |     |     | 1–1 |     |     |     | 0–0 |
| Újpest              | 1–1 |     |     |     | 2–2 | 2–1 |     | 1–2 | 1–1 |     |     | 0–3 |
| Vasas SC            | 1–0 | 2–3 |     |     |     |     | 1–1 |     | 0–3 | 2–3 |     |     |
| Videoton            |     | 3–2 | 2–0 | 4–1 |     | 2–0 | 1–1 |     |     |     | 1–2 |     |

Utolsó felvett mérkőzés dátuma: 2017. május 27. 
Forrás: MLSZ adatbank 
1A hazai csapatok a bal oldali oszlopban szerepelnek.
Színek: Zöld = hazai győzelem; Sárga = döntetlen; Piros = vendéggyőzelem.
 

## Mérkőzések
A fordulók eredményei a jobb oldali szövegre kattintva nyitható/csukható.
| 1. forduló                                 |       |          |
| Hivatalos mérkőzésnap: 2016. július 16–17. |       |          |
| Mezőkövesd                                 | 2 – 2 | Gyirmót  |
| Újpest                                     | 0 – 2 | Honvéd   |
| Ferencváros                                | 3 – 1 | Haladás  |
| Debrecen                                   | 1 – 1 | Paks     |
| MTK                                        | 0 – 1 | Vasas    |
| Videoton                                   | 1 – 2 | Diósgyőr |

| 2. forduló                                 |       |             |
| Hivatalos mérkőzésnap: 2016. július 23–24. |       |             |
| Diósgyőr                                   | 2 – 1 | Újpest      |
| Haladás                                    | 1 – 1 | Mezőkövesd  |
| Honvéd                                     | 0 – 1 | Ferencváros |
| Gyirmót                                    | 0 – 0 | MTK         |
| Paks                                       | 1 – 1 | Videoton    |
| Vasas                                      | 3 – 1 | Debrecen    |

| 3. forduló                                 |       |            |
| Hivatalos mérkőzésnap: 2016. július 30–31. |       |            |
| Haladás                                    | 1 – 1 | Honvéd     |
| Újpest                                     | 1 – 0 | Paks       |
| Ferencváros                                | 6 – 2 | Diósgyőr   |
| Debrecen                                   | 4 – 0 | Gyirmót    |
| MTK                                        | 0 – 1 | Mezőkövesd |
| Videoton                                   | 1 – 2 | Vasas      |

| 4. forduló                                  |       |             |
| Hivatalos mérkőzésnap: 2016. augusztus 6–7. |       |             |
| Diósgyőr                                    | 0 – 3 | Honvéd      |
| Paks                                        | 0 – 0 | Ferencváros |
| Vasas                                       | 0 – 1 | Újpest      |
| Gyirmót                                     | 0 – 4 | Videoton    |
| Mezőkövesd                                  | 0 – 1 | Debrecen    |
| MTK                                         | 0 – 2 | Haladás     |

| 5. forduló                                 |       |            |
| Hivatalos mérkőzésnap: 2016. augusztus 13. |       |            |
| Debrecen                                   | 1 – 1 | MTK        |
| Haladás                                    | 3 – 1 | Diósgyőr   |
| Honvéd                                     | 3 – 1 | Paks       |
| Újpest                                     | 3 – 1 | Gyirmót    |
| Videoton                                   | 2 – 0 | Mezőkövesd |
| Ferencváros                                | 1 – 2 | Vasas      |

| 6. forduló                                    |       |             |
| Hivatalos mérkőzésnap: 2016. augusztus 16–17. |       |             |
| MTK                                           | 1 – 0 | Videoton    |
| Debrecen                                      | 0 – 1 | Haladás     |
| Gyirmót                                       | 0 – 1 | Ferencváros |
| Mezőkövesd                                    | 0 – 2 | Újpest      |
| Paks                                          | 2 – 1 | Diósgyőr    |
| Vasas                                         | 2 – 0 | Honvéd      |

| 7. forduló                                 |       |            |
| Hivatalos mérkőzésnap: 2016. augusztus 21. |       |            |
| Ferencváros                                | 2 – 2 | Mezőkövesd |
| Újpest                                     | 0 – 0 | MTK        |
| Honvéd                                     | 0 – 0 | Gyirmót    |
| Haladás                                    | 3 – 1 | Paks       |
| Diósgyőr                                   | 1 – 1 | Vasas      |
| Videoton                                   | 5 – 1 | Debrecen   |

| 8. forduló                                  |       |             |
| Hivatalos mérkőzésnap: 2016. szeptember 10. |       |             |
| Videoton                                    | 3 – 0 | Haladás     |
| Debrecen                                    | 2 – 1 | Újpest      |
| Mezőkövesd                                  | 3 – 1 | Honvéd      |
| Gyirmót                                     | 1 – 0 | Diósgyőr    |
| Vasas                                       | 1 – 0 | Paks        |
| MTK                                         | 2 – 1 | Ferencváros |

| 9. forduló                                  |       |            |
| Hivatalos mérkőzésnap: 2016. szeptember 17. |       |            |
| Ferencváros                                 | 3 – 1 | Debrecen   |
| Paks                                        | 0 – 0 | Gyirmót    |
| Diósgyőr                                    | 1 – 1 | Mezőkövesd |
| Honvéd                                      | 5 – 0 | MTK        |
| Haladás                                     | 1 – 0 | Vasas      |
| Újpest                                      | 3 – 4 | Videoton   |

| 10. forduló                                    |       |             |
| Hivatalos mérkőzésnap: 2016. szeptember 20–21. |       |             |
| Debrecen                                       | 0 – 1 | Honvéd      |
| Újpest                                         | 1 – 1 | Haladás     |
| MTK                                            | 1 – 0 | Diósgyőr    |
| Mezőkövesd                                     | 1 – 3 | Paks        |
| Gyirmót                                        | 1 – 0 | Vasas       |
| Videoton                                       | 1 – 1 | Ferencváros |

| 11. forduló                                 |       |            |
| Hivatalos mérkőzésnap: 2016. szeptember 24. |       |            |
| Vasas                                       | 4 – 0 | Mezőkövesd |
| Paks                                        | 0 – 0 | MTK        |
| Honvéd                                      | 1 – 2 | Videoton   |
| Haladás                                     | 0 – 1 | Gyirmót    |
| Diósgyőr                                    | 1 – 3 | Debrecen   |
| Ferencváros                                 | 3 – 3 | Újpest     |

| 12. forduló                              |       |             |
| Hivatalos mérkőzésnap: 2016. október 15. |       |             |
| Gyirmót                                  | 0 – 1 | Mezőkövesd  |
| Haladás                                  | 2 – 0 | Ferencváros |
| Honvéd                                   | 1 – 1 | Újpest      |
| Paks                                     | 1 – 1 | Debrecen    |
| Vasas                                    | 3 – 2 | MTK         |
| Diósgyőr                                 | 2 – 0 | Videoton    |

| 13. forduló                              |       |          |
| Hivatalos mérkőzésnap: 2016. október 22. |       |          |
| Videoton                                 | 5 – 1 | Paks     |
| Debrecen                                 | 1 – 2 | Vasas    |
| MTK                                      | 1 – 0 | Gyirmót  |
| Ferencváros                              | 3 – 2 | Honvéd   |
| Mezőkövesd                               | 3 – 0 | Haladás  |
| Újpest                                   | 4 – 4 | Diósgyőr |

| 14. forduló                              |       |             |
| Hivatalos mérkőzésnap: 2016. október 29. |       |             |
| Honvéd                                   | 2 – 1 | Haladás     |
| Diósgyőr                                 | 2 – 3 | Ferencváros |
| Paks                                     | 1 – 1 | Újpest      |
| Vasas                                    | 1 – 1 | Videoton    |
| Gyirmót                                  | 1 – 2 | Debrecen    |
| Mezőkövesd                               | 1 – 0 | MTK         |

| 15. forduló                              |       |            |
| Hivatalos mérkőzésnap: 2016. november 5. |       |            |
| Haladás                                  | 1 – 1 | MTK        |
| Debrecen                                 | 0 – 0 | Mezőkövesd |
| Videoton                                 | 4 – 0 | Gyirmót    |
| Ferencváros                              | 1 – 2 | Paks       |
| Honvéd                                   | 2 – 0 | Diósgyőr   |
| Újpest                                   | 2 – 2 | Vasas      |

| 16. forduló                               |       |             |
| Hivatalos mérkőzésnap: 2016. november 19. |       |             |
| Gyirmót                                   | 1 – 2 | Újpest      |
| Mezőkövesd                                | 2 – 1 | Videoton    |
| MTK                                       | 1 – 1 | Debrecen    |
| Paks                                      | 1 – 1 | Honvéd      |
| Diósgyőr                                  | 2 – 1 | Haladás     |
| Vasas                                     | 2 – 2 | Ferencváros |

| 17. forduló                               |       |            |
| Hivatalos mérkőzésnap: 2016. november 26. |       |            |
| Haladás                                   | 1 – 0 | Debrecen   |
| Újpest                                    | 1 – 1 | Mezőkövesd |
| Ferencváros                               | 2 – 0 | Gyirmót    |
| Honvéd                                    | 2 – 1 | Vasas      |
| Diósgyőr                                  | 2 – 0 | Paks       |
| Videoton                                  | 2 – 0 | MTK        |

| 18. forduló                              |       |             |
| Hivatalos mérkőzésnap: 2016. december 3. |       |             |
| Mezőkövesd                               | 2 – 0 | Ferencváros |
| MTK                                      | 1 – 1 | Újpest      |
| Vasas                                    | 3 – 0 | Diósgyőr    |
| Gyirmót                                  | 0 – 4 | Honvéd      |
| Paks                                     | 2 – 1 | Haladás     |
| Debrecen                                 | 0 – 1 | Videoton    |

| 19. forduló                               |       |            |
| Hivatalos mérkőzésnap: 2016. december 10. |       |            |
| Haladás                                   | 1 – 1 | Videoton   |
| Újpest                                    | 2 – 0 | Debrecen   |
| Honvéd                                    | 1 – 0 | Mezőkövesd |
| Diósgyőr                                  | 1 – 0 | Gyirmót    |
| Paks                                      | 1 – 0 | Vasas      |
| Ferencváros                               | 1 – 1 | MTK        |

| 20. forduló                              |       |             |
| Hivatalos mérkőzésnap: 2017. február 18. |       |             |
| Debrecen                                 | 0 – 0 | Ferencváros |
| Videoton                                 | 5 – 1 | Újpest      |
| Gyirmót                                  | 0 – 0 | Paks        |
| Mezőkövesd                               | 3 – 0 | Diósgyőr    |
| MTK                                      | 1 – 2 | Honvéd      |
| Vasas                                    | 2 – 3 | Haladás     |

| 21. forduló                              |       |            |
| Hivatalos mérkőzésnap: 2017. február 25. |       |            |
| Haladás                                  | 0 – 2 | Újpest     |
| Ferencváros                              | 0 – 0 | Videoton   |
| Honvéd                                   | 1 – 0 | Debrecen   |
| Diósgyőr                                 | 2 – 3 | MTK        |
| Paks                                     | 5 – 0 | Mezőkövesd |
| Vasas                                    | 1 – 1 | Gyirmót    |

| 22. forduló                             |       |             |
| Hivatalos mérkőzésnap: 2017. március 4. |       |             |
| Mezőkövesd                              | 0 – 2 | Vasas       |
| MTK                                     | 1 – 2 | Paks        |
| Debrecen                                | 3 – 0 | Diósgyőr    |
| Videoton                                | 3 – 0 | Honvéd      |
| Gyirmót                                 | 1 – 2 | Haladás     |
| Újpest                                  | 0 – 1 | Ferencváros |

| 23. forduló                              |       |          |
| Hivatalos mérkőzésnap: 2017. március 11. |       |          |
| Ferencváros                              | 3 – 1 | Haladás  |
| Videoton                                 | 2 – 0 | Diósgyőr |
| Debrecen                                 | 1 – 3 | Paks     |
| MTK                                      | 1 – 0 | Vasas    |
| Mezőkövesd                               | 1 – 1 | Gyirmót  |
| Újpest                                   | 1 – 1 | Honvéd   |

| 24. forduló                             |       |             |
| Hivatalos mérkőzésnap: 2017. április 1. |       |             |
| Gyirmót                                 | 1 – 0 | MTK         |
| Vasas                                   | 2 – 3 | Debrecen    |
| Paks                                    | 0 – 0 | Videoton    |
| Diósgyőr                                | 3 – 1 | Újpest      |
| Haladás                                 | 4 – 2 | Mezőkövesd  |
| Honvéd                                  | 2 – 1 | Ferencváros |

| 25. forduló                             |       |            |
| Hivatalos mérkőzésnap: 2017. április 8. |       |            |
| Újpest                                  | 1 – 1 | Paks       |
| Videoton                                | 1 – 2 | Vasas      |
| Debrecen                                | 2 – 1 | Gyirmót    |
| MTK                                     | 2 – 0 | Mezőkövesd |
| Haladás                                 | 0 – 1 | Honvéd     |
| Ferencváros                             | 1 – 1 | Diósgyőr   |

| 26. forduló                              |       |             |
| Hivatalos mérkőzésnap: 2017. április 12. |       |             |
| Vasas                                    | 2 – 3 | Újpest      |
| Diósgyőr                                 | 2 – 0 | Honvéd      |
| MTK                                      | 0 – 0 | Haladás     |
| Mezőkövesd                               | 2 – 1 | Debrecen    |
| Gyirmót                                  | 0 – 1 | Videoton    |
| Paks                                     | 3 – 1 | Ferencváros |

| 27. forduló                              |       |            |
| Hivatalos mérkőzésnap: 2017. április 15. |       |            |
| Újpest                                   | 2 – 2 | Gyirmót    |
| Videoton                                 | 1 – 1 | Mezőkövesd |
| Honvéd                                   | 2 – 0 | Paks       |
| Haladás                                  | 2 – 0 | Diósgyőr   |
| Debrecen                                 | 0 – 0 | MTK        |
| Ferencváros                              | 1 – 2 | Vasas      |

| 28. forduló                              |       |             |
| Hivatalos mérkőzésnap: 2017. április 22. |       |             |
| Debrecen                                 | 4 – 2 | Haladás     |
| MTK                                      | 1 – 1 | Videoton    |
| Mezőkövesd                               | 1 – 3 | Újpest      |
| Gyirmót                                  | 2 – 3 | Ferencváros |
| Paks                                     | 0 – 1 | Diósgyőr    |
| Vasas                                    | 1 – 0 | Honvéd      |

| 29. forduló                              |       |            |
| Hivatalos mérkőzésnap: 2017. április 29. |       |            |
| Ferencváros                              | 3 – 1 | Mezőkövesd |
| Újpest                                   | 1 – 2 | MTK        |
| Diósgyőr                                 | 2 – 1 | Vasas      |
| Honvéd                                   | 1 – 0 | Gyirmót    |
| Haladás                                  | 2 – 0 | Paks       |
| Videoton                                 | 3 – 2 | Debrecen   |

| 30. forduló                           |       |             |
| Hivatalos mérkőzésnap: 2017. május 6. |       |             |
| Videoton                              | 2 – 0 | Haladás     |
| Debrecen                              | 1 – 0 | Újpest      |
| Mezőkövesd                            | 1 – 5 | Honvéd      |
| Gyirmót                               | 1 – 1 | Diósgyőr    |
| Vasas                                 | 0 – 3 | Paks        |
| MTK                                   | 1 – 3 | Ferencváros |

| 31. forduló                            |       |            |
| Hivatalos mérkőzésnap: 2017. május 13. |       |            |
| Ferencváros                            | 0 – 0 | Debrecen   |
| Paks                                   | 3 – 0 | Gyirmót    |
| Diósgyőr                               | 2 – 2 | Mezőkövesd |
| Honvéd                                 | 2 – 1 | MTK        |
| Haladás                                | 2 – 2 | Vasas      |
| Újpest                                 | 0 – 3 | Videoton   |

| 32. forduló                            |       |             |
| Hivatalos mérkőzésnap: 2017. május 20. |       |             |
| Újpest                                 | 2 – 1 | Haladás     |
| Debrecen                               | 2 – 5 | Honvéd      |
| MTK                                    | 0 – 0 | Diósgyőr    |
| Mezőkövesd                             | 3 – 2 | Paks        |
| Gyirmót                                | 1 – 2 | Vasas       |
| Videoton                               | 4 – 1 | Ferencváros |

| 33. forduló                            |       |            |
| Hivatalos mérkőzésnap: 2017. május 27. |       |            |
| Ferencváros                            | 2 – 0 | Újpest     |
| Vasas                                  | 1 – 1 | Mezőkövesd |
| Paks                                   | 1 – 1 | MTK        |
| Diósgyőr                               | 1 – 3 | Debrecen   |
| Honvéd                                 | 1 – 0 | Videoton   |
| Haladás                                | 1 – 2 | Gyirmót    |

## Helyezések fordulónként
UEFA-bajnokok ligája selejtezőt érő helyezés
      Európa-liga selejtezőt érő helyezés
      Kieső hely
| Csapat \ Forduló | 1      | 2  | 3  | 4  | 5  | 6  | 7  | 8  | 9  | 10 | 11 | 12 | 13 | 14 | 15 | 16 | 17 | 18 | 19 | 20 | 21 | 22 | 23 | 24 | 25 | 26 | 27 | 28 | 29 | 30 | 31 | 32 | 33 |   |
| ---------------- | ------ | -- | -- | -- | -- | -- | -- | -- | -- | -- | -- | -- | -- | -- | -- | -- | -- | -- | -- | -- | -- | -- | -- | -- | -- | -- | -- | -- | -- | -- | -- | -- | -- | - |
| Csapat \ Forduló | Honvéd | 2  | 4  | 6  | 3  | 3  | 5  | 5  | 6  | 5  | 5  | 5  | 5  | 5  | 4  | 4  | 4  | 4  | 3  | 2  | 2  | 1  | 2  | 2  | 2  | 1  | 2  | 1  | 1  | 1  | 1  | 1  | 1  | 1 |
| Videoton         | 9      | 8  | 11 | 9  | 7  | 7  | 6  | 4  | 4  | 4  | 2  | 3  | 2  | 3  | 2  | 2  | 2  | 2  | 1  | 1  | 2  | 1  | 1  | 1  | 2  | 1  | 2  | 2  | 2  | 2  | 2  | 2  | 2  |   |
| Vasas SC         | 4      | 1  | 2  | 2  | 1  | 1  | 1  | 1  | 1  | 1  | 1  | 1  | 1  | 1  | 1  | 1  | 1  | 1  | 3  | 3  | 3  | 3  | 3  | 3  | 3  | 3  | 3  | 3  | 3  | 4  | 4  | 3  | 3  |   |
| Ferencváros      | 1      | 2  | 1  | 1  | 2  | 2  | 2  | 2  | 2  | 2  | 3  | 4  | 3  | 2  | 3  | 3  | 3  | 4  | 4  | 4  | 4  | 4  | 4  | 4  | 4  | 4  | 5  | 4  | 4  | 3  | 3  | 4  | 4  |   |
| Paks             | 7      | 6  | 8  | 10 | 10 | 9  | 10 | 11 | 11 | 9  | 10 | 11 | 12 | 11 | 10 | 10 | 11 | 9  | 8  | 8  | 7  | 7  | 5  | 6  | 6  | 5  | 6  | 7  | 7  | 6  | 5  | 5  | 5  |   |
| Haladás          | 11     | 11 | 9  | 7  | 6  | 4  | 3  | 3  | 3  | 3  | 4  | 2  | 4  | 5  | 5  | 7  | 5  | 6  | 7  | 7  | 8  | 8  | 6  | 5  | 5  | 6  | 4  | 5  | 5  | 5  | 6  | 6  | 6  |   |
| Újpest           | 12     | 12 | 7  | 5  | 4  | 3  | 4  | 5  | 6  | 6  | 6  | 6  | 6  | 8  | 8  | 6  | 7  | 7  | 6  | 6  | 6  | 6  | 8  | 8  | 7  | 7  | 7  | 6  | 6  | 7  | 7  | 7  | 7  |   |
| Debrecen         | 8      | 10 | 5  | 4  | 5  | 6  | 7  | 7  | 7  | 8  | 7  | 7  | 9  | 7  | 7  | 8  | 8  | 8  | 10 | 10 | 11 | 9  | 10 | 9  | 9  | 9  | 9  | 9  | 11 | 8  | 8  | 9  | 8  |   |
| Mezőkövesd       | 6      | 5  | 4  | 8  | 9  | 11 | 11 | 8  | 8  | 10 | 11 | 8  | 7  | 6  | 6  | 5  | 6  | 5  | 5  | 5  | 5  | 5  | 7  | 7  | 8  | 8  | 8  | 8  | 8  | 10 | 10 | 8  | 9  |   |
| Diósgyőr         | 3      | 3  | 3  | 6  | 8  | 8  | 8  | 10 | 10 | 12 | 12 | 12 | 11 | 12 | 12 | 11 | 9  | 11 | 9  | 9  | 10 | 11 | 11 | 11 | 11 | 11 | 11 | 11 | 10 | 9  | 9  | 10 | 10 |   |
| MTK              | 10     | 9  | 12 | 12 | 11 | 10 | 9  | 9  | 9  | 7  | 8  | 9  | 8  | 9  | 9  | 9  | 10 | 10 | 11 | 11 | 9  | 10 | 9  | 10 | 10 | 10 | 10 | 10 | 9  | 11 | 11 | 11 | 11 |   |
| Gyirmót          | 5      | 7  | 10 | 11 | 12 | 12 | 12 | 12 | 12 | 11 | 9  | 10 | 10 | 10 | 11 | 12 | 12 | 12 | 12 | 12 | 12 | 12 | 12 | 12 | 12 | 12 | 12 | 12 | 12 | 12 | 12 | 12 | 12 |   |

## Nézőszámok

### 1–22. forduló
Utolsó elszámolt mérkőzés: 2017. március 16.
Minden csapat legalacsonyabb nézőszámú mérkőzését dőlttel, míg a legnézettebbet vastaggal jelöltük.
Az 1–22. fordulók legalacsonyabb és legnézettebb nézőszámú mérkőzését aláhúzással jelöltük.
A teljes bajnoki szezon legalacsonyabb és legnézettebb nézőszámú mérkőzését piros színnel jelöltük.
| #                         | Csapat                    | BPH                       | DEB                       | DIÓ                       | FTC                       | GYI                       | HAL                       | MEZ                       | MTK                       | PAK                       | ÚJP                       | VAS                       | VID                       | Összesen | Átlag | Legalacsonyabb | Legmagasabb |
| ------------------------- | ------------------------- | ------------------------- | ------------------------- | ------------------------- | ------------------------- | ------------------------- | ------------------------- | ------------------------- | ------------------------- | ------------------------- | ------------------------- | ------------------------- | ------------------------- | -------- | ----- | -------------- | ----------- |
| 7.                        | Budapest Honvéd           | —                         | 2 019                     | 1 575                     | 2 384                     | 1 180                     | 2 832                     | 1 679                     | 1 465                     | 1 461                     | 2 713                     | 2 908                     | 2 051                     | 22 267   | 2 024 | 1 180          | 2 908       |
| 3.                        | Debrecen                  | 1 685                     | —                         | 4 214                     | 7 138                     | 2 463                     | 2 367                     | 2 385                     | 4 091                     | 2 851                     | 4 081                     | 3 723                     | 1 814                     | 36 812   | 3 347 | 1 685          | 7 138       |
| 2.                        | Diósgyőr                  | 3 797                     | 4 654                     | —                         | 8 052                     | 1 569                     | 1 033                     | 2 950                     | 1 646                     | 1 769                     | 6 381                     | 2 873                     | 2 472                     | 37 196   | 3 381 | 1 033          | 8 052       |
| 1.                        | Ferencváros               | 7 072                     | 5 198                     | 6 736                     | —                         | 5 613                     | 5 642                     | 5 242                     | 4 754                     | 5 592                     | 11 760                    | 6 843                     | 8 725                     | 73 177   | 6 652 | 4 754          | 11 760      |
| 10.                       | Gyirmót                   | 0 954                     | 1 013                     | 1 400*                    | 4 200*                    | —                         | 1 010                     | 1 100*                    | 2 200*                    | 0 764                     | 1 500*                    | 1 400*                    | 2 000*                    | 17 541   | 1 595 | 0 764          | 4 200       |
| 9.                        | Haladás                   | 1 187                     | 1 147                     | 1 768                     | 4 138                     | 1 485                     | —                         | 1 225                     | 1 265                     | 1 375                     | 1 831                     | 2 136                     | 1 410                     | 18 967   | 1 724 | 1 147          | 4 138       |
| 6.                        | Mezőkövesd                | 1 670                     | 3 248                     | 3 325                     | 3 562                     | 2 548                     | 1 500                     | —                         | 1 815                     | 1 215                     | 2 452                     | 2 200                     | 2 005                     | 25 540   | 2 322 | 1 215          | 3 562       |
| 12.                       | MTK                       | 2 706                     | 1 657                     | 0402                      | 1 117                     | 1 183                     | 0316                      | 0408                      | —                         | 1 818                     | 2 584                     | 0638                      | 0704                      | 13 533   | 1 230 | 0316           | 2 706       |
| 11.                       | Paks                      | 1 118                     | 0836                      | 1 267                     | 4 217                     | 0623                      | 0927                      | 1 023                     | 0789                      | —                         | 1 234                     | 1 467                     | 2 136                     | 15 637   | 1 422 | 0623           | 4 217       |
| 5.                        | Újpest                    | 2 500*                    | 0700                      | 2 000*                    | 8 005                     | 3 000*                    | 2 500*                    | 0700                      | 3 300*                    | 3 000*                    | —                         | 1 442                     | 3 500*                    | 30 647   | 2 786 | 0700           | 8 005       |
| 4.                        | Vasas                     | 4 375                     | 2 692                     | 2 225                     | 3 425                     | 2 350                     | 1 490                     | 2 832                     | 3 754                     | 3 612                     | 4 629                     | —                         | 5 045                     | 36 429   | 3 312 | 1 490          | 5 045       |
| 8.                        | Videoton                  | 2 749                     | 1 423                     | 2 069                     | 3 112                     | 1 461                     | 2 183                     | 1 539                     | 1 498                     | 1 446                     | 2 179                     | 1 901                     | —                         | 21 560   | 1 960 | 1 423          | 3 112       |
| Idegenben összesen        | Idegenben összesen        | 29 813                    | 24 587                    | 26 981                    | 49 350                    | 23 475                    | 21 800                    | 21 083                    | 26 577                    | 24 903                    | 41 344                    | 27 531                    | 31 862                    |          |       |                |             |
| Összesen (1–22. fordulók) | Összesen (1–22. fordulók) | Összesen (1–22. fordulók) | Összesen (1–22. fordulók) | Összesen (1–22. fordulók) | Összesen (1–22. fordulók) | Összesen (1–22. fordulók) | Összesen (1–22. fordulók) | Összesen (1–22. fordulók) | Összesen (1–22. fordulók) | Összesen (1–22. fordulók) | Összesen (1–22. fordulók) | Összesen (1–22. fordulók) | Összesen (1–22. fordulók) | 349 306  | 2 646 | 316            | 11 760      |

*Becsült adat

### 23–33. forduló
Utolsó elszámolt mérkőzés: 2017. május 20.
A 23–33. fordulók legalacsonyabb és legnézettebb nézőszámú mérkőzését aláhúzással jelöltük.
A teljes bajnoki szezon legalacsonyabb és legnézettebb nézőszámú mérkőzését piros színnel jelöltük.
| #                          | Csapat                     | BPH                        | DEB                        | DIÓ                        | FTC                        | GYI                        | HAL                        | MEZ                        | MTK                        | PAK                        | ÚJP                        | VAS                        | VID                        | Összesen | Átlag | Legalacsonyabb | Legmagasabb |
| -------------------------- | -------------------------- | -------------------------- | -------------------------- | -------------------------- | -------------------------- | -------------------------- | -------------------------- | -------------------------- | -------------------------- | -------------------------- | -------------------------- | -------------------------- | -------------------------- | -------- | ----- | -------------- | ----------- |
| 5.                         | Budapest Honvéd            | —                          |                            |                            | 5 697                      | 2 347                      |                            |                            | 3 370                      | 1 994                      |                            |                            |                            | 13 408   | 3 352 | 01 994         | 05 697      |
| 2.                         | Debrecen                   | 6 328                      | —                          |                            |                            | 2 237                      | 2 030                      |                            | 2 363                      | 3 021                      | 5 112                      |                            |                            | 21 091   | 3 515 | 02 030         | 06 328      |
| 7.                         | Diósgyőr                   | 2 625                      |                            | —                          |                            |                            |                            | 3 043                      |                            |                            | 2 295                      | 3 656                      |                            | 11 619   | 2 905 | 02 295         | 03 656      |
| 1.                         | Ferencváros                |                            | 6 596                      | 6 235                      | —                          |                            | 6 983                      | 5 875                      |                            |                            |                            | 5 044                      |                            | 30 733   | 6 147 | 05 044         | 06 983      |
| 11.                        | Gyirmót                    |                            |                            | 1 150                      | 1 500                      | —                          |                            |                            | 1 300*                     |                            |                            | 0500                       | 1 200*                     | 5 650    | 1 130 | 0500           | 01 500      |
| 9.                         | Haladás                    | 2 130                      |                            | 1 743                      |                            |                            | —                          | 1 565                      |                            | 1 445                      |                            | 2 435                      |                            | 9 318    | 1 864 | 01 445         | 02 435      |
| 10.                        | Mezőkövesd                 | 2 105                      | 1 390                      |                            |                            | 1 518                      |                            | —                          |                            | 1 390                      | 1 507                      |                            |                            | 7 910    | 1 582 | 01 390         | 02 105      |
| 3.                         | MTK                        |                            |                            | 3 771                      | 4 368                      |                            | 1 364                      | 1 264                      | —                          |                            |                            | 2 971                      | 1 908                      | 15 646   | 2 608 | 01 264         | 04 368      |
| 12.                        | Paks                       |                            |                            | 1 400                      | ?                          | 0600                       |                            |                            |                            | —                          |                            |                            | 2 487                      | 4 487    | 1 496 | 0600           | 02 487      |
| 6.                         | Újpest                     | 3 130                      |                            |                            |                            | 1 673                      | 2 000                      |                            | 1 962                      | 1 568                      | —                          |                            | 2 160                      | 12 493   | 2 082 | 01 568         | 03 130      |
| 8.                         | Vasas                      | 4 854                      | 2 459                      |                            |                            |                            |                            |                            |                            | 2 000*                     | 1 100                      | —                          |                            | 10 413   | 2 603 | 01 100         | 04 754      |
| 4.                         | Videoton                   |                            | 1 847                      | 2 455                      | 3 208                      |                            | 2 058                      | 1 651                      |                            |                            |                            | 2 469                      | —                          | 13 688   | 2 281 | 01 651         | 03 208      |
| Idegenben összesen         | Idegenben összesen         | 21 172                     | 12 292                     | 16 754                     | 14 773                     | 08 375                     | 14 435                     | 13 398                     | 08 995                     | 11 418                     | 10 014                     | 17 075                     | 07 755                     |          |       |                |             |
| Összesen (23–32. fordulók) | Összesen (23–32. fordulók) | Összesen (23–32. fordulók) | Összesen (23–32. fordulók) | Összesen (23–32. fordulók) | Összesen (23–32. fordulók) | Összesen (23–32. fordulók) | Összesen (23–32. fordulók) | Összesen (23–32. fordulók) | Összesen (23–32. fordulók) | Összesen (23–32. fordulók) | Összesen (23–32. fordulók) | Összesen (23–32. fordulók) | Összesen (23–32. fordulók) | 156 456  | 2 652 | 0500           | 06 983      |

*Becsült adat

### Összesen
|    | Budapest Honvéd           | 35 675  | 2 378 | 50 985 | 2 999 |  |  |  |  |  |  |  |  |  |
| 2. | Debrecen                  | 57 903  | 3 406 | 36 879 | 2 459 |  |  |  |  |  |  |  |  |  |
| 3. | Diósgyőr                  | 48 815  | 3 254 | 43 735 | 2 573 |  |  |  |  |  |  |  |  |  |
| 1. | Ferencváros               | 103 910 | 6 494 | 64 123 | 4 275 |  |  |  |  |  |  |  |  |  |
|    | Gyirmót                   | 23 191  | 1 449 | 31 850 | 1 991 |  |  |  |  |  |  |  |  |  |
|    | Haladás                   | 28 285  | 1 768 | 36 235 | 2 265 |  |  |  |  |  |  |  |  |  |
|    | Mezőkövesd                | 33 450  | 2 091 | 34 481 | 2 155 |  |  |  |  |  |  |  |  |  |
|    | MTK                       | 29 179  | 1 716 | 35 572 | 2 371 |  |  |  |  |  |  |  |  |  |
|    | Paks                      | 20 124  | 1 437 | 36 321 | 2 137 |  |  |  |  |  |  |  |  |  |
|    | Újpest                    | 43 140  | 2 538 | 51 358 | 3 424 |  |  |  |  |  |  |  |  |  |
|    | Vasas                     | 46 842  | 3 123 | 44 606 | 2 624 |  |  |  |  |  |  |  |  |  |
|    | Videoton                  | 35 248  | 2 073 | 39 617 | 2 641 |  |  |  |  |  |  |  |  |  |
|    | Összesen (1–32. fordulók) | 505 762 | 2 648 |        |       |  |  |  |  |  |  |  |  |  |

### Fordulónként
Legnézettebb forduló
      Második legnézettebb forduló
      Harmadik legnézettebb forduló
| Forduló | Összes néző | Átlag nézőszám | A forduló legalacsonyabb nézőszáma | A forduló legalacsonyabb nézőszáma | A forduló legalacsonyabb nézőszáma | A forduló legmagasabb nézőszáma | A forduló legmagasabb nézőszáma | A forduló legmagasabb nézőszáma |
| ------- | ----------- | -------------- | ---------------------------------- | ---------------------------------- | ---------------------------------- | ------------------------------- | ------------------------------- | ------------------------------- |
| 1.      | 16 248      | 2 708          | 638                                | MTK – Vasas                        | Dunaújváros Stadion                | 5 642                           | Ferencváros – Haladás           | Groupama Aréna                  |
| 2.      | 17 018      | 2 836          | 1 225                              | Haladás – Mezőkövesd               | Soproni Városi Stadion             | 6 381                           | Diósgyőr – Újpest               | DVTK-stadion                    |
| 3.      | 15 695      | 2 616          | 408                                | MTK – Mezőkövesd                   | Dunaújváros Stadion                | 6 736                           | Ferencváros – Diósgyőr          | Groupama Aréna                  |
| 4.      | 18 207      | 3 034          | 316                                | MTK – Haladás                      | Dunaújváros Stadion                | 4 629                           | Vasas – Újpest                  | Illovszky Rudolf Stadion        |
| 5.      | 18 702      | 3 117          | 1 467                              | Honvéd – Paks                      | Bozsik József Stadion              | 6 843                           | Ferencváros – Vasas             | Groupama Aréna                  |
| 6.      | 15 365*     | 2 561          | 704                                | MTK – Videoton                     | Dunaújváros Stadion                | 4 375                           | Vasas – Honvéd                  | Illovszky Rudolf Stadion        |
| 7.      | 15 393      | 2 565          | 1 180                              | Honvéd – Gyirmót                   | Bozsik József Stadion              | 5 242                           | Ferencváros – Mezőkövesd        | Groupama Aréna                  |
| 8.      | 14 063      | 2 344          | 1 117                              | MTK – Ferencváros                  | Dunaújváros Stadion                | 4 081                           | Debrecen – Újpest               | Nagyerdei stadion               |
| 9.      | 15 872      | 2 645          | 623                                | Paks – Gyirmót                     | Fehérvári úti stadion              | 5 198                           | Ferencváros – Debrecen          | Groupama Aréna                  |
| 10.     | 10 314*     | 1 719          | 402                                | MTK – Diósgyőr                     | Dunaújváros Stadion                | 3 112                           | Videoton – Ferencváros          | Pancho Aréna                    |
| 11.     | 23 571      | 3 928          | 789                                | Paks – MTK                         | Fehérvári úti stadion              | 11 760                          | Ferencváros – Újpest            | Groupama Aréna                  |
| 12.     | 15 013      | 2 502          | 836                                | Paks – Debrecen                    | Fehérvári úti stadion              | 4 138                           | Haladás – Ferencváros           | Soproni Városi Stadion          |
| 13.     | 16 924      | 2 821          | 1 183                              | MTK – Gyirmót                      | Hidegkuti Nándor stadion           | 7 072                           | Ferencváros – Honvéd            | Groupama Aréna                  |
| 14.     | 19 991      | 3 332          | 1 013                              | Gyirmót – Debrecen                 | Alcufer stadion                    | 8 052                           | Diósgyőr – Ferencváros          | DVTK-stadion                    |
| 15.     | 13 720      | 2 287          | 1 265                              | Haladás – MTK                      | Soproni Városi Stadion             | 5 592                           | Ferencváros – Paks              | Groupama Aréna                  |
| 16.     | 10 738      | 1 790          | 1 033                              | Diósgyőr – Haladás                 | Nagyerdei stadion                  | 3 425                           | Vasas – Ferencváros             | Bozsik József Stadion           |
| 17.     | 13 635      | 2 272          | 700                                | Újpest – Mezőkövesd                | Széktói Stadion                    | 5 613                           | Ferencváros – Gyirmót           | Groupama Aréna                  |
| 18.     | 12 066      | 2 011          | 927                                | Paks – Haladás                     | Fehérvári úti stadion              | 3 562                           | Mezőkövesd – Ferencváros        | Városi stadion                  |
| 19.     | 11 579      | 1 930          | 700                                | Újpest – Debrecen                  | Széktói Stadion                    | 4 754                           | Ferencváros – MTK               | Groupama Aréna                  |
| 20.     | 17 609      | 2 935          | 764                                | Gyirmót – Paks                     | Alcufer stadion                    | 7 138                           | Debrecen – Ferencváros          | Nagyerdei stadion               |
| 21.     | 17 594      | 2 932          | 1 023                              | Paks – Mezőkövesd                  | Fehérvári úti stadion              | 8 725                           | Ferencváros – Videoton          | Groupama Aréna                  |
| 22.     | 19 996      | 3 333          | 1 010                              | Gyirmót – Haladás                  | Alcufer stadion                    | 8 005                           | Újpest – Ferencváros            | Szusza Ferenc Stadion           |
| 23.     | 20 078      | 3 346          | 1 518                              | Mezőkövesd – Gyirmót               | Városi stadion                     | 6 983                           | Ferencváros – Haladás           | Groupama Aréna                  |
| 24.     | 15 803      | 2 634          | 1 300                              | Gyirmót – MTK                      | Alcufer stadion                    | 5 697                           | Honvéd – Ferencváros            | Bozsik József Stadion           |
| 25.     | 15 903      | 2 651          | 1 264                              | MTK – Mezőkövesd                   | Hidegkuti Nándor Stadion           | 6 235                           | Ferencváros – Diósgyőr          | Groupama Aréna                  |
| 26.     | 7 679**     | 1 280**        | 1 100                              | Vasas – Újpest                     | Bozsik József Stadion              | 2 625                           | Diósgyőr – Honvéd               | Városi stadion                  |
| 27.     | 14 468      | 2 411          | 1 651                              | Videoton – Mezőkövesd              | Pancho Aréna                       | 5 044                           | Ferencváros – Vasas             | Groupama Aréna                  |
| 28.     | 13 199      | 2 200          | 1 400                              | Paks – Diósgyőr                    | Fehérvári úti stadion              | 4 854                           | Vasas – Honvéd                  | Bozsik József Stadion           |
| 29.     | 17 132      | 2 855          | 1 445                              | Haladás – Paks                     | Soproni Városi Stadion             | 5 875                           | Ferencváros – Mezőkövesd        | Groupama Aréna                  |
| 30.     | 16 793      | 2 799          | 1 150                              | Gyirmót – Diósgyőr                 | Alcufer stadion                    | 5 112                           | Debrecen – Újpest               | Nagyerdei stadion               |
| 31.     | 18 204      | 3 034          | 600                                | Paks – Gyirmót                     | Fehérvári úti stadion              | 6 596                           | Ferencváros – Debrecen          | Groupama Aréna                  |
| 32.     | 17 197      | 2 866          | 500                                | Gyirmót – Vasas                    | Alcufer stadion                    | 6 328                           | Debrecen – Honvéd               | Nagyerdei stadion               |
| 33.     | 28 056      | 4 676          | 1 000                              | Paks – MTK                         | Fehérvári úti stadion              | 10 341                          | Ferencváros – Újpest            | Groupama Aréna                  |

*Hétközi forduló
**Egy mérkőzés (Paks–Ferencváros) adatai nem érkeztek meg

### Legmagasabb nézőszámok
Őszi szezon
      Tavaszi szezon
| A bajnoki szezon 10 legtöbb nézőt vonzó találkozója | A bajnoki szezon 10 legtöbb nézőt vonzó találkozója | A bajnoki szezon 10 legtöbb nézőt vonzó találkozója | A bajnoki szezon 10 legtöbb nézőt vonzó találkozója | A bajnoki szezon 10 legtöbb nézőt vonzó találkozója | A bajnoki szezon 10 legtöbb nézőt vonzó találkozója | A bajnoki szezon 10 legtöbb nézőt vonzó találkozója |
| #                                                   | Forduló                                             | Dátum                                               | Hazai csapat                                        | Vendégcsapat                                        | Stadion                                             | Nézőszám                                            |
| --------------------------------------------------- | --------------------------------------------------- | --------------------------------------------------- | --------------------------------------------------- | --------------------------------------------------- | --------------------------------------------------- | --------------------------------------------------- |
| 1.                                                  | 11.                                                 | 2016. szeptember 24.                                | Ferencváros                                         | Újpest                                              | Groupama Aréna                                      | 11 760                                              |
| 2.                                                  | 33.                                                 | 2017. május 27.                                     | Ferencváros                                         | Újpest                                              | Groupama Aréna                                      | 10 341                                              |
| 3.                                                  | 21.                                                 | 2017. február 25.                                   | Ferencváros                                         | Videoton                                            | Groupama Aréna                                      | 8 725                                               |
| 4.                                                  | 33.                                                 | 2017. május 27.                                     | Honvéd                                              | Videoton                                            | Bozsik József Stadion                               | 8 516                                               |
| 5.                                                  | 14.                                                 | 2016. október 29.                                   | Diósgyőr                                            | Ferencváros                                         | DVTK-stadion                                        | 8 052                                               |
| 6.                                                  | 22.                                                 | 2017. március 4.                                    | Újpest                                              | Ferencváros                                         | Szusza Ferenc Stadion                               | 8 005                                               |
| 7.                                                  | 20.                                                 | 2017. február 18.                                   | Debrecen                                            | Ferencváros                                         | Nagyerdei stadion                                   | 7 138                                               |
| 8.                                                  | 13.                                                 | 2016. október 22.                                   | Ferencváros                                         | Honvéd                                              | Groupama Aréna                                      | 7 072                                               |
| 9.                                                  | 23.                                                 | 2017. március 11.                                   | Ferencváros                                         | Haladás                                             | Groupama Aréna                                      | 6 983                                               |
| 10.                                                 | 4.                                                  | 2016. augusztus 13.                                 | Ferencváros                                         | Vasas                                               | Groupama Aréna                                      | 6 843                                               |

Ferencváros 9 mérkőzés, Újpest 3 mérkőzés, Videoton, Honvéd 2–2 mérkőzés, Debrecen, Diósgyőr, Haladás és Vasas 1–1 mérkőzés

## Statisztikák
Utolsó elszámolt mérkőzés: 2017. május 27.

### Összesített statisztika
| Lejátszott mérkőzések száma                 | 198 |
| Ebből hazai győzelem                        | 88 (44,4%) |
| Döntetlen eredmény                          | 54 (27,3%) |
| Vendég győzelem                             | 56 (28,3%) |
| Gólok száma (mérkőzésenkénti átlag)         | 521 (2,63) |
| Sárga lapok száma (mérkőzésenkénti átlag)   | 853 (4,31) |
| Kiállítások száma                           | 43 |
| Legnagyobb arányú hazai győzelem            | 5–0 Honvéd–MTK (9. forduló, 2016. 09. 17.), és 5–0 Paks–Mezőkövesd (21. forduló, 2017. 02. 25.) |
| Legnagyobb arányú hazai vereség             | 0–4 Gyirmót–Videoton (4. forduló, 2016. 08. 07.), 0–4 Gyirmót–Honvéd (18. forduló, 2016. 12. 03.), és 1–5 Mezőkövesd–Honvéd (30. forduló, 2017. 05. 06.) |
| Legtöbb gól egy mérkőzésen                  | 8 gól: Ferencváros–Diósgyőr 6–2 (3. forduló, 2016. 07. 30.), és Újpest–Diósgyőr 4–4 (13. forduló, 2016. 10. 22.) 7 gól: Újpest–Videoton 3–4 (9. forduló, 2016. 09. 17.), és Debrecen–Honvéd 2–5 (32. forduló, 2017. 05. 20.) 6 gól: Videoton–Debrecen 5–1 (7. forduló, 2016. 08. 21.), Ferencváros–Újpest 3–3 (11. forduló, 2016. 09. 24.), Videoton–Paks 5–1 (13. forduló, 2016. 10. 22.), Videoton–Újpest 5–1 (20. forduló, 2017. 02. 18.), Haladás–Mezőkövesd 4–2 (24. forduló, 2017. 04. 01.), Debrecen–Haladás 4–2 (28. forduló, 2017. 04. 22.), és Mezőkövesd–Honvéd 1–5 (30. forduló, 2017. 05. 06.) |
| Legmagasabb nézőszámú forduló               | 33. forduló, 2017. 05. 27.: 28 056 összes néző, 4 676 átlagos nézőszám mérkőzésenként |
| Legmagasabb hazai nézőszám                  | 11 760: Ferencváros–Újpest (11. forduló, 2016. 09. 24., Groupama Aréna) |
| Legalacsonyabb hazai nézőszám               | 316: MTK–Haladás (4. forduló, 2016. 08. 07., Dunaújváros, Dunaújváros Stadion) |
| Legmagasabb InStat-index összértékű forduló | 3 712 (játékosonkénti átlag: 337): 7. forduló, 2016. 08. 21. |
| Legmagasabb InStat-index érték              | 501: Lanzafame, Honvéd (30. forduló, 2017. 05. 06., Mezőkövesd–Honvéd 1–5) |

### Góllövőlista
A táblázatban a legalább 3 találatot szerző játékosokat tüntettük fel.
| gól | játékos                  | csapat                          | utolsó gólja |
| --- | ------------------------ | ------------------------------- | ------------ |
| 15  | Eppel Márton             | Honvéd                          | 2017.05.20.  |
| 13  | Scsepovics, Marko        | Videoton                        | 2017.05.13.  |
| 12  | Bardhi, Enisz            | Újpest                          | 2017.05.20.  |
| 11  | Böde Dániel              | Ferencváros                     | 2017.04.29.  |
| 11  | Lanzafame, Davide        | Honvéd                          | 2017.05.06.  |
| 10  | Bartha László            | Paks                            | 2017.05.13.  |
| 10  | Lazovics, Danko          | Videoton                        | 2017.05.20.  |
| 10  | Williams, David Joel     | Haladás                         | 2017.05.20.  |
| 9   | Gaál Bálint              | Haladás (7) és Vasas (2)        | 2017.05.13.  |
| 9   | Torghelle Sándor         | MTK                             | 2017.04.29.  |
| 8   | Djuricin, Marco          | Ferencváros                     | 2016.11.26.  |
| 8   | Feczesin Róbert          | Videoton                        | 2016.11.05.  |
| 8   | Gera Zoltán              | Ferencváros                     | 2017.04.29.  |
| 8   | Molnár Gábor             | Mezőkövesd                      | 2017.05.13.  |
| 7   | Ádám Martin              | Vasas                           | 2017.04.01.  |
| 7   | Holman Dávid             | Debrecen                        | 2017.04.22.  |
| 6   | Bacselics-Grgics, Sztipe | Mezőkövesd                      | 2017.05.20.  |
| 6   | Géresi Krisztián         | Videoton                        | 2017.05.06.  |
| 6   | Hahn János               | Paks                            | 2017.05.06.  |
| 6   | Iszlai Bence             | Haladás                         | 2017.05.13.  |
| 6   | Koszta Márk              | Honvéd                          | 2017.05.20.  |
| 6   | Sağlık, Mahir            | Vasas                           | 2017.04.15.  |
| 6   | Berecz Zsombor           | Vasas                           | 2017.05.20.  |
| 5   | Lázok János              | Újpest                          | 2017.04.01.  |
| 5   | Andrics, Nemanja         | Újpest                          | 2017.04.22.  |
| 5   | Stopira                  | Videoton                        | 2017.05.20.  |
| 5   | Vaskó Tamás              | Vasas                           | 2017.04.01.  |
| 4   | Balogh Balázs            | Újpest                          | 2017.05.20.  |
| 4   | Bognár István            | Diósgyőr (4) és Ferencváros (0) | 2016.10.22.  |
| 4   | Diallo, Ulysse           | Mezőkövesd                      | 2017.05.20.  |
| 4   | Diarra, Souleymane       | Újpest                          | 2017.04.15.  |
| 4   | Hadzsics, Anel           | Videoton                        | 2017.04.29.  |
| 4   | Lipták Zoltán            | Diósgyőr                        | 2016.11.26.  |
| 4   | Makrai Gábor             | Diósgyőr                        | 2017.05.13.  |
| 4   | Novothny Soma            | Diósgyőr                        | 2016.10.29.  |
| 4   | Prosser Dániel           | Honvéd                          | 2016.12.03.  |
| 4   | Střeštík, Marek          | Mezőkövesd                      | 2016.11.19.  |
| 4   | Szakály Dénes            | Paks                            | 2017.05.13.  |
| 4   | Tőzsér Dániel            | Debrecen                        | 2017.04.12.  |
| 4   | Ugrai Roland             | Diósgyőr                        | 2017.04.22.  |
| 4   | Vela, Diego              | Diósgyőr                        | 2017.04.11.  |
| 3   | Balázs Benjámin          | Újpest                          | 2017.04.22.  |
| 3   | Bojovics, Mijusko        | Gyirmót                         | 2017.04.15.  |
| 3   | Burmeister, Felix        | Vasas                           | 2017.05.13.  |
| 3   | Busai Attila             | Diósgyőr                        | 2017.05.13.  |
| 3   | Ferenczi János           | Debrecen                        | 2017.03.04.  |
| 3   | Gohér Gergő              | Mezőkövesd                      | 2017.05.20.  |
| 3   | Haraszti Zsolt           | Paks                            | 2017.04.12.  |
| 3   | Hidi Patrik              | Honvéd                          | 2016.12.03.  |
| 3   | Jancsó András            | Gyirmót                         | 2017.04.29.  |
| 3   | Kamber, Djordje          | Honvéd                          | 2017.05.06.  |
| 3   | Kanta József             | MTK                             | 2017.03.04.  |
| 3   | Kink, Tarmo              | Gyirmót                         | 2017.05.06.  |
| 3   | Koltai Tamás             | Paks                            | 2016.12.03.  |
| 3   | Kovács Lóránt            | Haladás                         | 2017.04.01.  |
| 3   | Könyves Norbert          | Debrecen                        | 2017.04.29.  |
| 3   | Kulcsár Dávid            | Paks                            | 2017.05.20.  |
| 3   | Novák Csanád             | Gyirmót                         | 2017.04.22.  |
| 3   | Pavlov, Jevhen           | Vasas                           | 2016.11.26.  |
| 3   | Pátkai Máté              | Videoton                        | 2016.09.17.  |
| 3   | Ramos                    | MTK                             | 2017.05.13.  |
| 3   | Remili Mohamed           | Vasas                           | 2017.04.08.  |
| 3   | Szabó János              | Paks                            | 2017.03.04.  |
| 3   | Trinks, Florian          | Ferencváros                     | 2016.08.13.  |
| 3   | Vela, Diego              | Diósgyőr                        | 2016.12.10.  |
| 3   | Windecker József         | Újpest                          | 2016.11.19.  |
| 3   | Zsótér Donát             | Honvéd                          | 2017.04.15.  |

### Csapat sportszerűségi verseny
Az összes figyelmeztetés (sárga és piros lapok) alapján sorba rendezve.
| helyezés | csapat             | összes figyelmeztetés | sárga lap | piros lap |
| -------- | ------------------ | --------------------- | --------- | --------- |
| 1.       | Videoton FC        | 60                    | 59        | 1         |
| 2.       | Debreceni VSC      | 64                    | 59        | 5         |
| 3.       | Budapest Honvéd FC | 67                    | 64        | 3         |
| 4.       | Gyirmót FC         | 69                    | 65        | 4         |
| 5.       | Mezőkövesd–Zsóry   | 71                    | 66        | 5         |
| 5.       | Swietelsky Haladás | 71                    | 70        | 1         |
| 7.       | Paksi FC           | 74                    | 69        | 5         |
| 8.       | Újpest FC          | 75                    | 72        | 3         |
| 9.       | Vasas SC           | 77                    | 73        | 4         |
| 10.      | MTK Budapest       | 85                    | 83        | 2         |
| 11.      | Diósgyőri VTK      | 87                    | 82        | 5         |
| 12.      | Ferencvárosi TC    | 96                    | 91        | 5         |

### Lapok
A táblázatban a legalább egy piros lapot, illetve a legtöbb sárga lapot kapott játékosokat tüntettük fel.
Sorrend alapja: kapott piros lapok, azon belül a sárga lapok száma, azonos lapok esetén vezetéknév szerint abc-sorrendben.
| #   | Játékos            | Klub        | kiállítva | Sárga lap |
| --- | ------------------ | ----------- | --------- | --------- |
| 1.  | Diarra, Souleymane | Újpest      | 2         | 11        |
| 2.  | Brkovics, Dusan    | Debrecen    | 2         | 7         |
| 2.  | Nalepa, Michał     | Ferencváros | 2         | 7         |
| 4.  | Kecskés Tamás      | Paks        | 2         | 4         |
| 5.  | Lipták Zoltán      | Diósgyőr    | 1         | 9         |
| 6.  | Halmosi Péter      | Haladás     | 1         | 8         |
| 6.  | Kulcsár Dávid      | Paks        | 1         | 8         |
| 6.  | Torghelle Sándor   | MTK         | 1         | 8         |
| 9.  | Bosnyak, Predrag   | Haladás     | 1         | 6         |
| 9.  | Csukics, Vladan    | Haladás     | 1         | 6         |
| 9.  | James, Manjrekar   | Vasas       | 1         | 6         |
| 9.  | Lázár Pál          | Diósgyőr    | 1         | 6         |
| 9.  | Lovrics, Ivan      | Honvéd      | 1         | 6         |
| 9.  | Ramírez, Cristian  | Ferencváros | 1         | 6         |
| 9.  | Tőzsér Dániel      | Debrecen    | 1         | 6         |
| 9.  | Vukmir, Dragan     | MTK         | 1         | 6         |
| 17. | Dilaver, Emir      | Ferencváros | 1         | 5         |
| 17. | Présinger Ádám     | Gyirmót     | 1         | 4         |
| 19. | Berecz Zsombor     | Vasas       | 1         | 4         |
| 19. | Hidi Patrik        | Honvéd      | 1         | 4         |
| 19. | Kecskés Ákos       | Újpest      | 1         | 4         |
| 19. | Lazovics, Danko    | Videoton    | 1         | 4         |
| 19. | Tóth Bence         | Mezőkövesd  | 1         | 4         |
| 24. | Hangya Szilveszter | Vasas       | 1         | 3         |
| 24. | Nono               | Diósgyőr    | 1         | 3         |
| 24. | Sağlık, Mahir      | Vasas       | 1         | 3         |
| 24. | Szabó János        | Paks        | 1         | 3         |
| 24. | Ugrai Roland       | Diósgyőr    | 1         | 3         |
| 29. | Bobál Dávid        | Honvéd      | 1         | 2         |
| 29. | Filip, Ioan        | Debrecen    | 1         | 2         |
| 29. | Pauljevics, Branko | Mezőkövesd  | 1         | 2         |
| 29. | Tamás Márk         | Diósgyőr    | 1         | 2         |
| 33. | Bori Gábor         | Gyirmót     | 1         | 1         |
| 33. | Novák Csanád       | Gyirmót     | 1         | 1         |
| 33. | Střeštík, Marek    | Mezőkövesd  | 1         | 1         |
| 33. | Tisza Tibor        | Debrecen    | 1         | 1         |
| 37. | Bartha László      | Paks        | 1         | 0         |
| 37. | Sós Bence          | Mezőkövesd  | 1         | 0         |
| 37. | Szalánszki Gergő   | Gyirmót     | 1         | 0         |
| 40. | Gévay Zsolt        | Paks        | 0         | 12        |
| 41. | Baki Ákos          | MTK         | 0         | 11        |
| 42. | Iszlai Bence       | Haladás     | 0         | 10        |

### Mesterhármasok
| Játékos     | Csapat             | Ellenfél        | Forduló | Eredmény | Összes gólból (%) | Dátum             |
| ----------- | ------------------ | --------------- | ------- | -------- | ----------------- | ----------------- |
| Gera Zoltán | Ferencvárosi TC    | Gyirmót FC Győr | 28.     | 3–2 (i)  | 100%              | 2017. április 22. |
| Koszta Márk | Budapest Honvéd FC | Debreceni VSC   | 32.     | 5–2 (i)  | 60%               | 2017. május 20.   |

## Tabella-parádé

### Őszi szezon végeredménye (1–19. forduló)
| #   | Csapat                | M  | GY | D | V  | G+ – G– | GK  | P  | Megjegyzések                    |
| --- | --------------------- | -- | -- | - | -- | ------- | --- | -- | ------------------------------- |
| 1.  | Videoton FC           | 19 | 10 | 4 | 5  | 39–19   | +20 | 34 | Bajnokok Ligája 2. selejtezőkör |
| 2.  | Budapest Honvéd (B)   | 19 | 10 | 4 | 5  | 32–17   | +15 | 34 | Európa Liga 1. selejtezőkör     |
| 3.  | Vasas SC              | 19 | 10 | 4 | 5  | 30–18   | +12 | 34 | Európa Liga 1. selejtezőkör     |
| 4.  | Ferencvárosi TC CV    | 19 | 8  | 6 | 5  | 34–27   | +7  | 30 |                                 |
| 5.  | Mezőkövesd Zsóry FC Ú | 19 | 7  | 6 | 6  | 21–22   | −1  | 27 |                                 |
| 6.  | Újpest FC             | 19 | 6  | 9 | 4  | 30–26   | +4  | 27 |                                 |
| 7.  | Swietelsky Haladás    | 19 | 7  | 5 | 7  | 22–23   | −1  | 26 |                                 |
| 8.  | Paksi FC              | 19 | 5  | 8 | 6  | 18–24   | −6  | 23 |                                 |
| 9.  | Diósgyőri VTK         | 19 | 6  | 3 | 10 | 24–36   | −12 | 21 |                                 |
| 10. | Debreceni VSC         | 19 | 5  | 5 | 9  | 20–26   | −6  | 20 |                                 |
| 11. | MTK Budapest (K)      | 19 | 4  | 8 | 7  | 12–21   | −9  | 20 | NB II                           |
| 12. | Gyirmót FC Győr Ú (K) | 19 | 3  | 4 | 12 | 8–31    | −23 | 13 | NB II                           |

Utolsó frissítés: 2016. december 10. 
Forrás: mlsz.hu - tabella 
A rangsorolás alapszabályai: 1. összpontszám; 2. a bajnokságban elért több győzelem; 3. a bajnoki mérkőzések gólkülönbsége; 4. a bajnoki mérkőzéseken rúgott több gól; 5. az egymás ellen játszott bajnoki mérkőzések pontkülönbsége; 6. az egymás ellen játszott bajnoki mérkőzések gólkülönbsége; 7. az egymás ellen játszott bajnoki mérkőzéseken az idegenben lőtt több gól; 8. a bajnokság fair play értékelésében elért jobb helyezés; 9. sorsolás.
(B): Bajnokcsapat, (K): Kieső csapat, (F): Feljutó csapat, (I): Kupainduló, (R): A rájátszás győztese, (KGY): Kupagyőztes

### Tavaszi szezon végeredménye (20–33. forduló)
| #   | Csapat                | M  | GY | D | V | G+ – G– | GK  | P  | Megjegyzések |
| --- | --------------------- | -- | -- | - | - | ------- | --- | -- | ------------ |
| 1.  | Budapest Honvéd (B)   | 14 | 9  | 4 | 1 | 23–13   | +10 | 31 |              |
| 2.  | Videoton FC           | 14 | 8  | 4 | 2 | 26–9    | +17 | 28 |              |
| 3.  | Paksi FC              | 14 | 6  | 4 | 4 | 23–13   | +10 | 22 |              |
| 4.  | Ferencvárosi TC CV    | 14 | 6  | 4 | 4 | 20–17   | +3  | 22 |              |
| 5.  | Debreceni VSC         | 14 | 6  | 3 | 5 | 22–20   | +2  | 21 |              |
| 6.  | Vasas SC              | 14 | 5  | 3 | 6 | 20–22   | −2  | 18 |              |
| 7.  | Swietelsky Haladás    | 14 | 5  | 2 | 7 | 20–23   | −3  | 17 |              |
| 8.  | MTK Budapest (K)      | 14 | 4  | 5 | 5 | 14–15   | −1  | 17 |              |
| 9.  | Diósgyőri VTK         | 14 | 4  | 4 | 6 | 15–22   | −7  | 16 |              |
| 10. | Újpest FC             | 14 | 4  | 3 | 7 | 17–25   | −8  | 15 |              |
| 11. | Mezőkövesd Zsóry FC Ú | 14 | 3  | 4 | 7 | 18–32   | −14 | 13 |              |
| 12. | Gyirmót FC Győr Ú (K) | 14 | 2  | 5 | 7 | 13–20   | −7  | 11 |              |

Utolsó frissítés: 2017. május 27. 
Forrás: mlsz.hu - tabella 
A rangsorolás alapszabályai: 1. összpontszám; 2. a bajnokságban elért több győzelem; 3. a bajnoki mérkőzések gólkülönbsége; 4. a bajnoki mérkőzéseken rúgott több gól; 5. az egymás ellen játszott bajnoki mérkőzések pontkülönbsége; 6. az egymás ellen játszott bajnoki mérkőzések gólkülönbsége; 7. az egymás ellen játszott bajnoki mérkőzéseken az idegenben lőtt több gól; 8. a bajnokság fair play értékelésében elért jobb helyezés; 9. sorsolás.
(B): Bajnokcsapat, (K): Kieső csapat, (F): Feljutó csapat, (I): Kupainduló, (R): A rájátszás győztese, (KGY): Kupagyőztes

### Hazai pályán
| #   | Csapat                | M  | GY | D | V  | G+ – G– | GK  | P  | Megjegyzések |
| --- | --------------------- | -- | -- | - | -- | ------- | --- | -- | ------------ |
| 1.  | Videoton FC           | 17 | 12 | 2 | 3  | 45–14   | +31 | 38 |              |
| 2.  | Budapest Honvéd (B)   | 16 | 12 | 2 | 2  | 26–9    | +17 | 38 |              |
| 3.  | Ferencvárosi TC CV    | 17 | 8  | 6 | 3  | 35–21   | +14 | 30 |              |
| 4.  | Swietelsky Haladás    | 17 | 8  | 5 | 4  | 25–16   | +9  | 29 |              |
| 5.  | Diósgyőri VTK         | 16 | 8  | 3 | 5  | 26–23   | +3  | 27 |              |
| 6.  | Paksi FC              | 16 | 6  | 9 | 1  | 21–9    | +12 | 27 |              |
| 7.  | Mezőkövesd Zsóry FC Ú | 16 | 8  | 2 | 6  | 25–24   | +1  | 26 |              |
| 8.  | Vasas SC              | 16 | 7  | 4 | 5  | 28–21   | +7  | 25 |              |
| 9.  | Debreceni VSC         | 17 | 6  | 5 | 6  | 22–19   | +3  | 23 |              |
| 10. | MTK Budapest (K)      | 17 | 6  | 5 | 6  | 14–15   | −1  | 23 |              |
| 11. | Újpest FC             | 17 | 4  | 8 | 5  | 24–26   | −2  | 20 |              |
| 12. | Gyirmót FC Győr Ú (K) | 16 | 3  | 3 | 10 | 10–23   | −13 | 12 |              |

Utolsó frissítés: 2017. május 27. 
Forrás: mlsz.hu - tabella 
A rangsorolás alapszabályai: 1. összpontszám; 2. a bajnokságban elért több győzelem; 3. a bajnoki mérkőzések gólkülönbsége; 4. a bajnoki mérkőzéseken rúgott több gól; 5. az egymás ellen játszott bajnoki mérkőzések pontkülönbsége; 6. az egymás ellen játszott bajnoki mérkőzések gólkülönbsége; 7. az egymás ellen játszott bajnoki mérkőzéseken az idegenben lőtt több gól; 8. a bajnokság fair play értékelésében elért jobb helyezés; 9. sorsolás.
(B): Bajnokcsapat, (K): Kieső csapat, (F): Feljutó csapat, (I): Kupainduló, (R): A rájátszás győztese, (KGY): Kupagyőztes

### Idegenben
| #   | Csapat                | M  | GY | D | V  | G+ – G– | GK  | P  | Megjegyzések |
| --- | --------------------- | -- | -- | - | -- | ------- | --- | -- | ------------ |
| 1.  | Budapest Honvéd (B)   | 17 | 8  | 3 | 6  | 29–21   | +8  | 27 |              |
| 2.  | Vasas SC              | 17 | 8  | 3 | 6  | 22–19   | +3  | 27 |              |
| 3.  | Videoton FC           | 16 | 6  | 6 | 4  | 20–14   | +6  | 24 |              |
| 4.  | Újpest FC             | 16 | 6  | 4 | 6  | 23–25   | −2  | 22 |              |
| 5.  | Ferencvárosi TC CV    | 16 | 6  | 4 | 6  | 19–23   | −4  | 22 |              |
| 6.  | Debreceni VSC         | 16 | 5  | 3 | 8  | 20–27   | −7  | 18 |              |
| 7.  | Paksi FC              | 17 | 5  | 3 | 9  | 20–28   | −8  | 18 |              |
| 8.  | Swietelsky Haladás    | 16 | 4  | 2 | 10 | 17–4    | +13 | 14 |              |
| 9.  | MTK Budapest (K)      | 16 | 2  | 8 | 6  | 12–21   | −9  | 14 |              |
| 10. | Mezőkövesd Zsóry FC Ú | 17 | 2  | 8 | 7  | 14–30   | −16 | 14 |              |
| 11. | Gyirmót FC Győr Ú (K) | 17 | 2  | 6 | 9  | 11–28   | −17 | 12 |              |
| 12. | Diósgyőri VTK         | 17 | 2  | 4 | 11 | 13–35   | −22 | 10 |              |

Utolsó frissítés: 2017. május 27. 
Forrás: mlsz.hu - tabella 
A rangsorolás alapszabályai: 1. összpontszám; 2. a bajnokságban elért több győzelem; 3. a bajnoki mérkőzések gólkülönbsége; 4. a bajnoki mérkőzéseken rúgott több gól; 5. az egymás ellen játszott bajnoki mérkőzések pontkülönbsége; 6. az egymás ellen játszott bajnoki mérkőzések gólkülönbsége; 7. az egymás ellen játszott bajnoki mérkőzéseken az idegenben lőtt több gól; 8. a bajnokság fair play értékelésében elért jobb helyezés; 9. sorsolás.
(B): Bajnokcsapat, (K): Kieső csapat, (F): Feljutó csapat, (I): Kupainduló, (R): A rájátszás győztese, (KGY): Kupagyőztes

## A forduló válogatottja
A Nemzeti Sport, a Csakfoci és az InStat-indexek* alapján.
A játékos neve után az aktuális csapatának nevét és az InStat-index számát tüntettük fel.
Dőlttel az adott forduló legmagasabb InStat-index számmal rendelkező játékosát jelöltük meg.
| forduló | Csakfoci forduló válogatottja | InStat-index* alapján | forrás               |
| ------- | --- | --- | -------------------- |
| 1.      | Kemenes (PAK) — Szivacski (VAS), Lipták (DIÓ), Lovrics (HON), Ramirez (FTC) — Elek (DIÓ), Bognár (DIÓ), Hidi (HON) — Střeštík (MEZ), Böde (FTC), Eppel (HON) Csere: Máté (GYI) — Edző: Horváth Ferenc (DIÓ)                            | Kemenes (PAK, 236) — Dilaver (FTC, 268), Risztevszki (VAS, 255), Mészáros N. (DEB, 272), Szolnoki (VID, 267) — Nego (VID, 287), Varga József (DEB, 275), Pintér Ádám (FTC, 271), Bognár (DIÓ, 400) — Böde (FTC, 374), Střeštík (MEZ, 273) Összérték: 3178, átlag: 289, max: 400 (Bognár I.)        | [ 19 ] [ 20 ]        |
| 2.      | Sebők (GYI) — Gévay (PAK), Vaskó (VAS), Risztevszki (VAS) — Bognár (DIÓ), Bartha' (PAK), Rácz B. (HAL), Nagy D. (FTC) — Ádám (VAS), Böde (FTC) Feczesin (VAS) Csere: Báló (PAK) — Edző: Michael Oenning (VAS)                          | Dibusz (FTC, 232) — Kulcsár Dávid (PAK, 246), Vaskó (VAS, 285), Lang (VID, 252), Risztevszki (VAS, 266), Hangya (VAS, 258) — Bartha (PAK, 251), Berecz (VAS, 267), Gera Z. (FTC, 253), Diarra (ÚJP, 259) — Feczesin (VID, 239) Összérték: 2808, átlag: 255, max: 285 (Vaskó)                       | [ 21 ] [ 22 ]        |
| 3.      | Tujvel (MEZ) — Dilaver (FTC), Korcsmár (VAS), Kecskés (ÚJP), Diarra (ÚJP) — Ádám (VAS), Trinks (FTC), Nagy D. (FTC), Takács (DEB) — Tisza (DEB), Djuricin (FTC) Csere: Baráth (HON) — Edző: Michael Oenning (VAS)                      | Danilovics (DEB, 306) — Dilaver (FTC, 276), Mészáros N. (DEB, 274), Leandro (FTC, 286), Ramírez (FTC, 258) — Horváth Zsolt (DEB, 325), Jovanovics (DEB, 288), Gera Z. (FTC, 311), Nagy Dominik (FTC, 348) — Tisza (DEB, 296), Djuricin (FTC, 406) Összérték: 3374, átlag: 307, max: 406 (Djuricin) | [ 23 ]               |
| 4.      | Danilovics (DEB) — Kuti (DEB), Hegedűs (HAL), Kecskés (ÚJP), Diarra (ÚJP) — Papp (PAK), Juhász (VID), Géresi (VID), Koszta (HON) — Lazovics (VID), Eppel (HON) Csere: Bardhi (ÚJP) — Edző: Marco Rossi (HON)                           | Király (HAL, 251) — Nego (VID, 246), Lang (VID, 259), Vinícius (VID, 267), Ramírez (FTC, 264) — Juhász (VID, 269), Pátkai (VID, 314) — Koszta (HON, 273), Szuljics (VID, 285), Nagy Dominik (FTC, 251) — Eppel (HON, 312) Összérték: 2991, átlag: 272, max: 314 (Pátkai)                           | [ 24 ]               |
| 5.      | Nagy G. (VAS) — Botka (HON), Vaskó (VAS), Juhász (VID), Risztevszki (VAS) — Pátkai (VID), Németh (HAL), Rácz (HAL), Bardhi (ÚJP) — Eppel (HON), Pavlov (VAS) Csere: Vogyicska (MTK) — Edző: Michael Oenning (VAS)                      | Nagy G. (VAS, 255) — Dilaver (FTC, 274), Lipták (DIÓ, 289), Nalepa (FTC, 279), Mohl (ÚJP, 277) — Gazdag (HON, 275), Iszlai (HAL, 287), Kovács L. (HAL, 280) — Williams (HAL, 283) — Eppel (HON, 351), Nagy Dominik (FTC, 272) Összérték: 3122, átlag: 284, max: 351 (Eppel)                        | [ 25 ] [ 26 ]        |
| 6.      | Rados (DIÓ) — Poór (MTK), Burmeister (VAS), Bosnjak (HAL), Bartha (PAK) — Berecz (VAS), Trinks (FTC), Diarra (ÚJP), Balázs (ÚJP) — Böde (FTC), Torghelle (MTK) Csere: Bertus (PAK) — Edző: Teodoru Vaszilisz (MTK)                     | Hegedűs L. (MTK, 279) — Poór (MTK, 274), Wils (HAL, 293), Leandro (FTC, 269), Ramírez (FTC, 279) — Trinks (FTC, 270), Varga József (DEB, 258), Kanta (MTK, 280) — Varga R. (FTC, 290), Torghelle (MTK, 289), Bartha (PAK, 286) Összérték: 3067, átlag: 279, max: 293 (Wils)                        | [ 27 ] [ 28 ]        |
| 7.      | Rados (DIÓ) — Fótyik (MEZ), Korcsmár (VAS), Lang (VID), Vadnai (MTK) — Cseke (ÚJP), Dausvili (DIÓ), Střeštík (MEZ) — Williams (HAL), Géresi (VID), Feczesin (VID) Csere: Bódi (VID) — Edző: Henning Berg (VID)                         | Hegedűs (MTK, 292) — Nego (VID, 332), Vinícius (VID, 312), Lang (VID, 435), Ramírez (FTC, 334) — Pátkai (VID, 315), Szankovics (ÚJP, 288) — Varga (FTC, 326), Géresi (VID, 324), Diarra (ÚJP, 337) — Feczesin (VID, 417) Összérték: 3712, átlag: 337, max: 435 (Lang)                              | [ 29 ] [ 30 ]        |
| 8.      | Petkovics (MTK) — Vági (MEZ), Poór (MTK), Jancsó (GYI) — Stopira (VID), Juhász (VID), Gera D. (MTK), Géresi (VID) — Kulcsár (VAS), Střeštík (MEZ), Torghelle (MTK) Csere: Sós Bence (MEZ) — Edző: Pintér Attila (MEZ)                  | Kovácsik (VID, 295) — Nego (VID, 317), Vinícius (VID, 274), Fejes (VID, 295), Stopira (VID, 283) — Pátkai (VID, 284), Juhász (VID, 309), Tőzsér (DEB, 288) — Csiki (GYI, 277), Feczesin (VID, 311), Géresi (VID, 345) Összérték: 3278, átlag: 298, max: 344 (Géresi)                               | [ 31 ] [ 32 ]        |
| 9.      | Rózsa (HAL) — Dilaver (FTC), Jancsó (GYI), Bobál D. (HON), Stopira (VID) — Diarra (ÚJP), Pátkai (VID), Géresi (VID) — Koszta (HON), Böde (FTC), Prosser (HON) Edző: Marco Rossi (HON)                                                  | Rózsa (HAL, 254) — Dilaver (FTC, 253), Wils (HAL, 256), Leandro (FTC, 320), Németh (DIÓ, 303) — Bardhi (ÚJP, 303), Gera Z. (FTC, 281) — Vela (DIÓ, 275), Bognár (DIÓ, 269), Diarra (ÚJP, 276) — Böde (FTC, 305) Összérték: 3095, átlag: 281, max: 305 (Böde)                                       | [ 33 ] [ 34 ]        |
| 10.     | Kemenes (PAK) — Nego (VID), Vukmir (MTK), Wils (HAL), Poór (MTK) — Hahn (PAK), Gera Z. (FTC), Cseke (ÚJP), Géresi (VID) — Haraszti (PAK), Lanzafame (HON) Edző: Csertői Aurél (PAK)                                                    | Rózsa (HAL, 282) — Nagy Tibor (ÚJP, 269), Wils (HAL, 273), Kecskés (ÚJP, 298), Mohl (ÚJP, 286) — Kovács L. (HAL, 302), Bardhi (ÚJP, 279) — Diarra (ÚJP, 258), Cseke (ÚJP, 272), Halmosi (HAL, 285) — Haraszti (PAK, 248) Összérték: 3052, átlag: 277, max: 302 (Kovács L.)                         | [ 35 ] [ 36 ]        |
| 11.     | Nagy G. (VAS) — Poór (MTK), Vinícius (VID), Présinger (GYI) — Szakály (DEB), Berecz (VAS), Balogh (ÚJP), Diarra (ÚJP) — Sallói (GYI), Djuricin (FTC), Géresi (VID) Csere: Novothny (DIÓ) — Edző: Urbányi István (GYI)                  | Sebők (GYI, 260) — Jovanovics (DEB, 299), Mészáros N. (DEB, 250), DEBi (VAS, 253), Stopira (VID, 258) — Szakály P. (DEB, 258), Iszlai (HAL, 254), Juhász (VID, 279), Halmosi (HAL, 248) — Holman (DEB, 295) — Lanzafame (HON, 255) Összérték: 2909, átlag: 264, max: 299 (Jovanovics)              | [ 37 ] [ 38 ]        |
| 12.     | Rados (DIÓ) — Wils (HAL), Lenzsér (PAK), Bosnjak (HAL) — Iszlai (HAL), Daushvili (DIÓ), Elek (DIÓ), Hangya (VAS) — Gaál (HAL), Sağlık (VAS), Lanzafame (HON) Csere: Vittek (DEB) — Edző: Mészöly Géza (HAL)                            | Rózsa (HAL, 251) — Dilaver (FTC, 237), Hegedűs J. (HAL, 247), Leandro (FTC, 248), Vadnai (MTK, 260) — Gaál (HAL, 232), Vida (VAS, 230), Iszlai (HAL, 250) — Remili (VAS, 263), Torghelle (MTK, 237), Sağlık (VAS, 314) Összérték: 2769, átlag: 252, max: 314 (Sağlık)                              | [ 39 ] [ 40 ]        |
| 13.     | Tujvel (MEZ) — Nego (VID), Poór (MTK), Vadnai (MTK) — Kleisz (VAS), Cseke (ÚJP), Elek (DIÓ), Murka (VAS) — Böde (FTC), Diallo (MEZ), Géresi (VID) Csere: Jagodinskis (DIÓ) — Edző: Michael Oenning (VAS)                               | Tujvel (MEZ, 271) — Balázs (ÚJP, 297), Lipták (DIÓ, 298), Risztevszki (VAS, 287), Szolnoki (VID, 368) — Hadzsics (VID, 289), Juhász (VID, 295), Windecker (ÚJP, 317) — Cseke (ÚJP, 288) — Lanzafame (HON, 318), Diallo (MEZ, 389) Összérték: 3417, átlag: 311, max: 389 (Diallo)                   | [ 41 ] [ 42 ]        |
| 14.     | Nagy G. (VAS) — Burmeister (VAS), Nalepa (FTC), Gohér (MEZ) — Scsepovics (VID), Hidi (HON), Filip (DEB), Pátkai (VID) — Prosser (HON), Koszta (HON), Remili (VAS) Csere: Madarász (GYI) — Edző: Marco Rossi (HON)                      | Rados (DIÓ, 238) — Achim (GYI, 248), Hegedűs (HAL, 252), Vinícius (VID, 274), Lovrics (HON, 252), Szolnoki (VID, 249) — Nono (DIÓ, 280), Pintér (FTC, 268), Bognár (DIÓ, 266) — Scsepovics (VID, 271), Lazovics (VID, 252) Összérték: 2850, átlag: 259, max: 280 (Nono)                            | [ 43 ] [ 44 ]        |
| 15.     | Kemenes (PAK) — Poór (MTK), Zachán (PAK), Devecseri (MEZ) — Prosser (HON), Scsepovics (VID), Bertus (PAK), Koszta (HON), Diarra (ÚJP) — Hahn (PAK), Feczesin (VID) Csere: Bardhi (ÚJP) — Edző: Csertői Aurél (PAK)                     | Kovácsik (VID, 264) — Nego (VID, 269), Fiola (VID, 261), Pintér (FTC, 274), Völgyi (DEB, 268) — Gera Z. (FTC, 267), Juhász (VID, 272), Diarra (ÚJP, 295) — Holman (DEB, 269) — Scsepovics (VID, 352), Feczesin (VID, 409) Összérték: 3200, átlag: 291, max: 409 (Feczesin)                         | [ 45 ] [ 46 ]        |
| 16.     | Dibusz (FTC) — Kecskés (ÚJP), Risztevszki (VAS), Poór (MTK) — Vogyicska (MTK), Papp (PAK), Windecker (ÚJP), Holman (DEB) — Střeštík (MEZ), Ferenczi (VAS), Remili (VAS) Csere: Ugrai (DIÓ) — Edző: Horváth Ferenc (DIÓ)                | Tujvel (MEZ, 241) — Balázs (ÚJP, 296), Heris (ÚJP, 281), Risztevszki (VAS, 299), Dilaver (FTC, 274) — Kovács L. (HAL, 267), Windecker (ÚJP, 289), Borbély (MTK, 284) — Bardhi (ÚJP, 340) — Rácz (HAL, 275), Remili (VAS, 321) Összérték: 3167, átlag: 288, max: 340 (Bardhi)                       | [ 47 ] [ 48 ]        |
| 17.     | Gyurján (HAL) — Ikenne-King (HON), Lipták (DIÓ), Wils (HAL) — Dausvili (DIÓ), Bardhi (ÚJP) — Prosser (HON), Ramos (MTK), Molnár G. (MEZ) — Scsepovics (VID), Lazovics (VID) Csere: Ugrai (DIÓ) — Edző: Marco Rossi (HON)               | Rados (DIÓ, 270) — Nego (VID, 307), Lipták (DIÓ, 291), Leandro (FTC, 289), Szolnoki (VID, 285) — Csukics (FTC, 274), Kiss Máté (GYI, 274), Gera Z. (FTC, 332) — Djuricin (FTC, 289), Lazovics (VID, 372), Scsepovics (VID, 279) Összérték: 3262, átlag: 296, max: 372 (Lazovics)                   | [ 49 ] [ 50 ]        |
| 18.     | Kovácsik (VID) — Poór (MTK), Kecskés (ÚJP), Risztevszki (VAS) — Papp (PAK) — Molnár (MEZ), Berecz (VAS), Bacselics-Grgics (MEZ), Szakály D. (PAK), Koszta (HON) — Prosser (HON) Csere: Vaskó (VAS) — Edző: Pintér Attila (MEZ)         | Kovácsik (VID, 295) — Szolnoki (VID, 307), Kamber (HON, 278), Poór (MTK, 288), Hangya (VAS, 279) — Hadzsics (VID, 282), Berecz (VAS, 288) — Holender (HON, 275), Kanta (MTK, 321), Balogh (ÚJP, 286) — Lazovics (VID, 274) Összérték: 3178, átlag: 289, max: 321 (Kanta)                           | [ 51 ] [ 52 ]        |
| 19.     | Rados (DIÓ) — Wils (HAL), Lipták (DIÓ), Kecskés (ÚJP) — Vela (DIÓ), Koszta (HON), Gazdag (HON), Bardhi (ÚJP) — Eppel (HON), Hahn (PAK), Torghelle (MTK) Csere: Cseke (ÚJP) — Edző: Marco Rossi (HON)                                   | Molnár (PAK, 275) — Nego (VID, 257), Lipták (DIÓ, 245), Nalepa (FTC, 249), Leandro (FTC, 270) — Bardhi (ÚJP, 262), Gera Z. (FTC, 258), Nagy Dominik (FTC, 253) — Kanta (MTK, 263) — Gaál (HAL, 285), Scsepovics (VID, 269) Összérték: 2886, átlag: 262, max: 285 (Gaál)                            | [ 53 ] [ 54 ]        |
| 20.     | Danilovics (DEB) — Ikenne-King (HON), Koch (FTC), Balogh (MEZ) — Hadzsics (VID), Hidi (HON), Vogyicska (MTK), Molnár (MEZ) — Lazovics (VID), Scsepovics (VID), Lanzafame (HON) Csere: Bacselics-Grgics (DIÓ) — Edző: Marco Rossi (HON) | Danilovics (DEB, 279) — Nego (VID, 308), Balogh (MEZ, 280), Burmeister (VAS, 265), Stopira (VID 338) — Hadzsics (VID, 295), Střeštík (MEZ, 304), Lazovics (VID, 293), Molnár (MEZ, 285) — Scsepovics (VID, 479), Williams (HAL, 385) Összérték: 3511, átlag: 319, max: 479 (Scsepovics)            | [ 56 ]               |
| 21.     | Danilovics (DEB) — Botka (FTC), Kamber (HON), Vinícius (VID) — Papp (PAK), Kanta (MTK), Bertus (PAK), Fülöp (DIÓ) — Perovics (ÚJP), Kolomojec (MTK), Eppel (HON) Csere: Király (VAS) — Edző: [Tamási Zsolt (MTK)                       | Balajcza (ÚJP, 268) — Ikenne-King (HON, 341), Kamber (HON, 250), Leandro (FTC, 270), Sternberg (FTC, 255) — Papp (PAK, 270), Szankovics (ÚJP, 264) — Szűcs (ÚJP, 274), Kanta (MTK, 283), Vernes (PAK, 269) — Eppel (HON, 279) Összérték: 3023, átlag: 275, max: 341 (Ikenne-King)                  | [ 57 ] [ 58 ]        |
| 22.     | Kovácsik (VID) — Szivacski (VAS), Leandro (FTC), Risztevszki (VAS), Ferenczi (DEB) — Kovács L. (HAL), Feltscher (DEB), Berecz (VAS), Gera Z. (FTC), Halmosi (HAL) — Lazovics (VID) Csere: Heris (ÚJP) — Edző: Leonel Pontes (DEB)      | Kovácsik (VID, 285) — Osváth (DEB, 331), Brkovics (DEB, 295), Gévay (PAK, 271), Ferenczi (DEB, 337) — Lovrencsics (FTC, 277), Berecz (VAS, 297), Windecker (ÚJP, 295), Molnár (MEZ, 260) — Lazovics (VID, 419), Szok (DEB, 340) Összérték: 3407, átlag: 310, max: 419 (Lazovics)                   | [ 59 ] [ 60 ] [ 61 ] |
| 23.     | Sebők (GYI) — Kulcsár (PAK), Gévay (PAK), Vinícius (VID) — Szivacski (VAS), Haraszti (PAK), Ramos (MTK), Moutari (FTC) — Varga R. (FTC), Böde (FTC), Zsótér (HON) Csere: Bartha (PAK) — Edző: [Tamási Zsolt (MTK)                      | Kovácsik (VID, 252) — Kulcsár (PAK, 267), Vinícius (VID, 265), Hüsing (FTC, 278), Sternberg (FTC, 265) — Gera Z. (FTC, 309), Tőzsér (DEB, 301) — Molnár G. (MEZ, 276), Bertus (PAK, 284), Moutari (FTC, 276) — Böde (FTC, 283) Összérték: 3056, átlag: 278, max: 309 (Gera Z.)                     | [ 60 ] [ 62 ] [ 63 ] |
| 24.     | Rados (DIÓ) — Ikenne-King (HON), Lovrics (HON), Gévay (PAK) — Papp K. (PAK), Iszlai (HAL), Zsótér (HON), Ugrai (DIÓ) — Williams (HAL), Eppel (HON), Makrai (DIÓ) Csere: Könyves (DEB) — Edző: Marco Rossi (HON)                        | Molnár (PAK, 264) — Nego (VID, 280), Vaskó (VAS, 279), Karan (DIÓ, 327), Stopira (VID, 269) — Ikenne-King (HON, 258), Pátkai (VID, 288), Iszlai (HAL, 269), Holender (HON, 303) — Williams (HAL, 310), Makrai (DIÓ, 283) Összérték: 3130, átlag: 285, max: 327 (Karan)                             | [ 64 ] [ 65 ]        |
| 25.     | Nagy G. (VAS) — Ikenne-King (HON), Lovrics (HON), Mészáros N. (DEB), Tamás M. (DIÓ) — Kleisz (VAS), Bertus (PAK), Kanta (MTK), Berecz (VAS), Hajdú (PAK) — Torghelle (MTK) Csere: Murka (VAS) — Edző: Michael Oenning (VAS)            | Banai (ÚJP, 254) — Baki (MTK, 272), Lovrics (HON, 265), Juhász (VID, 251), Ferenczi (DEB, 305) — Kleisz (VAS, 264), James (VAS, 280), Gera Z. (FTC, 262), Berecz (VAS, 278), Holman (DEB, 291) — Torghelle (MTK, 248) Összérték: 2970, átlag: 270, max: 305 (Ferenczi)                             | [ 55 ] [ 66 ]        |
| 26.     | Banai (ÚJP) — Lipták (DIÓ), Karan (DIÓ), Szabó (PAK) — Vela (DIÓ), Bertus (PAK), Hajdú (PAK), Bartha (PAK) — Heris (ÚJP), Veszelinovics (MEZ), Géresi (VID) Csere: Király Botond (VAS) — Edző: Bódog Tamás (DIÓ)                       | Nagy S. (GYI, 275) — Szivacski (VAS, 263), Hüsing (FTC, 283), Juhász (VID, 279), Fiola (VID, 252) — Haraszti (PAK, 273), Hajdú (PAK, 311), Papp K. (PAK, 274), Pátkai (VID, 301), Bartha (PAK, 269) — Hahn (PAK, 258) Összérték: 3038, átlag: 276, max: 311 (Hajdú)                                | [ 67 ] [ 68 ]        |
| 27.     | Tujvel (MEZ) — Ikenne-King (HON), Korcsmár (VAS), Vági (MEZ) — Bardhi (ÚJP), Jancsó (HAL), Berecz (VAS), Molnár G. (MEZ), Zsótér (HON) — Gaál (VAS), Eppel (HON) Csere: Williams (HAL) — Edző: Michael Oenning (VAS)                   | Petkovics (MTK, 259) — Baki (MTK, 242), Juhász (VID, 276), Lovrics (HON, 278), Ferenczi (DEB, 278) — Tőzsér (DEB, 278), Vass (MTK, 262) — Szuljics (VID, 336), Marics (VID, 305), Zsótér (HON, 310) — Eppel (HON, 284) Összérték: 3108, átlag: 283, max: 336 (Szuljics)                            | [ 69 ] [ 70 ]        |
| 28.     | Nagy G. (VAS) — Ikenne-King (HON), Burmeister (VAS), Poór (MTK) — Gera Z. (FTC), Mevoungou (DIÓ), Papp (PAK) — Holman (DEB), Berecz (VAS) — Sağlık (VAS), Handzsics (DEB) Csere: Madarász (GYI) — Edző: Michael Oenning (VAS)          | Nagy G. (VAS, 269) — Baki (MTK, 291), Hüsing (FTC, 279), Brkovics (DEB, 269), Sternberg (FTC, 259) — Szegi (GYI, 264), Gera Z. (FTC, 362), Iszlai (HAL, 272), Filip (DEB, 322), Könyves (DEB, 327) — Holman (DEB, 443) Összérték: 3357, átlag: 305, max: 443 (Holman)                              | [ 71 ] [ 72 ]        |
| 29.     | Petkovics (MTK) — Poór (MTK), Wils (HAL), Kecskés (ÚJP) — Vela (DIÓ), Gera Z. (FTC), Jancsó (HAL), Diarra (ÚJP) — Lanzafame (HON), Böde (FTC), Scsepovics (VID) Csere: Hrepka (MTK) — Edző: Bódog Tamás (DIÓ)                          | | [ 73 ]               |
| 30.     | Danilovics (DEB) — Lovrencsics (FTC), Lenzsér (PAK), Bobál (HON) — Nego (VID), Bertus (PAK), Jancsó (HAL), Diarra (ÚJP) — Varga R. (FTC), Lanzafame (HON), Eppel (HON) Csere: Géresi (VID) — Edző: Csertői Aurél (PAK)                 | Molnár (PAK, 284) — Lovrencsics (FTC, 306), Baráth (HON, 351), Leandro (FTC, 280), Sternberg (FTC, 288) — Varga R. (FTC, 279), Gera Z. (FTC, 289), Dilaver (FTC, 290), Holender (HON, 266) — Lanzafame (HON, 501), Eppel (HON, 263) Összérték: 3397, átlag: 309, max: 501 (Lanzafame)              | [ 74 ] [ 75 ]        |
| 31.     | Danilovics (DEB) — Osváth (DEB), Szatmári (DEB), Holender (HON) — Nego (VID), Molnár G. (MEZ), Mevoungou (DIÓ), Hajdú (PAK) — Szakály D. (PAK), Scsepovics (VID), Busai (DIÓ) Csere: Schimmer (HAL) — Edző: Marco Rossi (HON)          | Kovácsik (VID, 279) — Eperjesi (DIÓ, 291), Busai (DIÓ, 304), Vinícius (VID, 301), Báló (PAK, 324) — Vela (DIÓ, 291), Iszlai (HAL, 289), Pátkai (VID, 290), Holender (HON, 326) — Szakály D. (PAK, 318), Scsepovics (VID, 299) Összérték: 3312, átlag: 301, max: 326 (Holender)                     | [ 76 ] [ 77 ]        |
| 32.     | Gróf (HON) — Ikenne-King (HON), Juhász (VID), Poór (MTK) — Molnár G. (MEZ), Bardhi (ÚJP), Berecz (VAS), Szuljics (VID) — Eppel (HON), Lazovics (VID), Koszta (HON) Csere: Diallo (MEZ) — Edző: Marco Rossi (HON)                       | | [ 78 ]               |
|         | A szezon legmagasabb InStat-index fordulója: 3712, 7. forduló, átlag: 337,legmagasabb InStat-index játékos a fordulóban: 435 Lang Ádám                                                                                                 | A szezon legmagasabb InStat-index játékosa: 501 Davide Lanzafame, Budapest Honvéd,30. forduló, 2017. május 6. |                      |

*Az InStat-index az Instat statisztikai elemzőrendszer egy játékosra vonatkozó teljes teljesítménymutatója. Ez az összes megmozdulás indexe alapján jön ki, de a posztspecifikus mutatók súlyozottan szerepelnek a rendszerben (így például egy védőnél a párharcok, egy támadónál a kulcspasszok, lövések számítanak jobban). A csapat összteljesítménye viszont kevésbé van hatással az egyéni pontszámításra.
Csapatnév rövidtések: DEB – Debrecen; DIÓ – Diósgyőr; FTC – Ferencváros; GYI – Gyirmót; HAL – Haladás; HON – Honvéd; MEZ – Mezőkövesd; MTK – MTK; PAK – Paks; ÚJP – Újpest; VAS – Vasas; VID – Videoton;

## RangAdó Gála díjazottjai
A Magyar Labdarúgó Szövetség az utolsó fordulót követő napon díjazta a női- és férfi labdarúgó-bajnokság legkiemelkedőbb teljesítményeit. A díjakat 2017. május 28-án, a RangAdó Gála keretein belül adták át.
A férfi NB I legjobb játékosa:  Danko Lazovics (Videoton FC)
A férfi NB I felfedezettje:  Zsótér Donát (Budapest Honvéd FC)
A férfi NB I gólkirálya:  Eppel Márton (16 gól, Budapest Honvéd FC)
A férfi NB I legszebb gólja:  Lipták Zoltán (Diósgyőri VTK)
A férfi NB I legjobb edzője:  Marco Rossi (Budapest Honvéd FC)
A férfi NB I legjobb játékvezetője: Solymosi Péter
Az NB I legsportszerűbb csapata: Debreceni VSC

## Nemzetközikupa-szereplés

### Eredmények
Az eredmények minden esetben a magyar labdarúgócsapatok szemszögéből értendőek.
(o) – otthon játszott, (i) – idegenben játszott mérkőzés.
| Csapat          | Kupa            | Forduló         | Ellenfél         | 1. mérk. | 2. mérk.         | Össz.        |
| --------------- | --------------- | --------------- | ---------------- | -------- | ---------------- | ------------ |
| Ferencvárosi TC | Bajnokok ligája | 2. selejtezőkör | Partizani Tirana | 1–1 (i)  | 1–1, t.: 1–3 (o) | 2–2, t.: 1–3 |
| Videoton        | Európa-liga     | 1. selejtezőkör | FC Zaria Bălți   | 3–0 (o)  | 0–2 (i)          | 3–2          |
| Videoton        | Európa-liga     | 2. selejtezőkör | FK Čukarički     | 2–0 (o)  | 1–1 (i)          | 3–1          |
| Videoton        | Európa-liga     | 3. selejtezőkör | FC Midtjylland   | 0–1 (o)  | 1–1 (h.u.) (i)   | 1–2          |
| Debreceni VSC   | Európa-liga     | 1. selejtezőkör | La Fiorita       | 5–0 (i)  | 2–0 (o)          | 7–0          |
| Debreceni VSC   | Európa-liga     | 2. selejtezőkör | Tarpeda Zsodzina | 1–2 (o)  | 0–1 (i)          | 1–3          |
| MTK             | Európa-liga     | 1. selejtezőkör | Aktöbe           | 1–1 (i)  | 2–0 (o)          | 3–1          |
| MTK             | Európa-liga     | 2. selejtezőkör | Qəbələ PFK       | 1–2 (o)  | 0–2 (i)          | 1–4          |

### UEFA-együttható
A szezon során a magyar klubcsapatok az alábbi eredményeket érték el:
| Csapat        | SGY | SD | SV | GY | D | V | Bónusz | Pont  | Átlag |
| ------------- | --- | -- | -- | -- | - | - | ------ | ----- | ----- |
| Ferencváros   | 0   | 2  | 0  | 0  | 0 | 0 | 0,000  | 1,000 |       |
| Videoton      | 2   | 2  | 2  | 0  | 0 | 0 | 0,000  | 3,000 |       |
| MTK           | 1   | 1  | 2  | 0  | 0 | 0 | 0,000  | 1,500 |       |
| Debreceni VSC | 2   | 0  | 2  | 0  | 0 | 0 | 0,000  | 2,000 |       |
| Összesen      | 5   | 5  | 6  | 0  | 0 | 0 | 0,000  | 7,500 | 1,875 |